# North American F-86 Sabre
Il North American F-86 Sabre (sciabola in lingua inglese), talvolta indicato anche come F-86 Sabrejet, era un caccia monomotore a getto con ala a freccia sviluppato dall'azienda aeronautica statunitense North American Aviation nei tardi anni quaranta.
Evoluzione estrapolata dal prototipo del caccia imbarcato FJ-1 Fury, l'F-86 Sabre è ritenuto uno dei più rappresentativi aviogetti da caccia di "seconda generazione" e uno dei modelli più prodotti del periodo.
Fu impiegato principalmente dalla statunitense United States Air Force e da numerose forze aeree di paesi appartenenti alla NATO e venne utilizzato in diverse operazioni belliche, in modo particolare nel corso della guerra di Corea dove affrontò per la prima volta in confronto diretto il pari ruolo prodotto dall'industria aeronautica dell'Unione Sovietica, il caccia Mikoyan-Gurevich MiG-15 ufficialmente operante nelle file della nordcoreana Chosŏn Inmin Kun Konggun.
L'F-86 Sabre venne ulteriormente sviluppato per l'uso imbarcato, dando vita agli FJ-2, FJ-3 e F-4 Fury, e fu prodotto su licenza anche al di fuori del territorio statunitense dando origine anche ad alcune specifiche varianti: l'australiano CAC Sabre e il canadese Canadair Sabre.

## Storia del progetto

### Progetto e prototipo
Le origini dell'F-86 vengono fatte risalire al progetto "NA-134", sviluppato nell'autunno del 1944 dalla North American e destinato alla United States Navy che, per la propria aviazione, stava pianificando l'immissione in servizio di aviogetti imbarcati da utilizzare nel corso delle operazioni di invasione del Giappone, durante la seconda guerra mondiale.
Nato in contemporanea con i progetti che portarono al Chance Vought F6U Pirate e al McDonnell FH Phantom, il "NA-134" era un velivolo ad ala dritta con fusoliera "a tubo" che garantiva il passaggio del flusso d'aria al motore a reazione direttamente dalla presa d'aria frontale, denominato XFJ-1 ed entrato in produzione come North American FJ-1 Fury a seguito della stipula di un contratto per 100 esemplari avvenuta nel maggio del 1945 tra la U.S. Navy e la North American.
Sempre sul finire del 1944 anche le United States Army Air Forces emisero una specifica che richiedeva la realizzazione di un caccia a medio raggio, capace di operare anche come caccia di scorta e cacciabombardiere, in grado di raggiungere la velocità massima di 600 miglia all'ora (970 km/h). La North American presentò il proprio progetto denominato "NA-140", direttamente derivato dall'XFJ-1 che, avendo incontrato l'approvazione dell'USAAF, venne ordinato in tre prototipi denominati XP-86.
Liberi dalle limitazioni aerodinamiche che vincolavano l'XFJ-1 ai parametri previsti dall'U.S. Navy, in particolare relativamente alla velocità in fase di appontaggio sulle portaerei all'epoca in servizio nella flotta, i progettisti della North American si avvalsero per l'XP-86 di un profilo particolarmente sottile al fine di ottenere un valore elevato del numero di Mach critico, per garantire al velivolo buone doti di velocità senza comprometterne la stabilità.
In base ai calcoli teorici che contemplavano l'impiego del motore General Electric TG-180, accreditato di una spinta pari a 4 000 libbre forza (17,8 kN), l'XP-86 avrebbe volato a una velocità massima compresa tra le 574 miglia all'ora (924 km/h) a livello del mare e le 582 miglia all'ora (937 km/h) alla quota di 10 000 piedi (3 000 m).
Fu quindi realizzato un mockup che ottenne l'approvazione dell'USAAF il 20 giugno 1945 ma, in ogni caso, le prime prove in galleria del vento confermarono chiaramente che il velivolo, nella configurazione prevista al momento, non sarebbe stato in grado di raggiungere le prestazioni richieste dal committente.
In quegli stessi frangenti, con la resa della Germania e la sopraggiunta fine della seconda guerra mondiale in Europa, team di scienziati e progettisti statunitensi e di altre nazioni alleate erano al lavoro sul territorio tedesco per acquisire informazioni e dati relativi alle ricerche svolte dai tedeschi nei campi più svariati, non ultime quelle relative all'aerodinamica dei velivoli più recenti, e alla realizzazione di motori turbogetto. I dati raccolti furono accentrati, per quanto riguarda gli Stati Uniti d'America, presso l'Air Material Command e da qui resi disponibili alle aziende aeronautiche che poterono progressivamente avvalersi anche delle competenze accumulate in materia da diversi scienziati tedeschi ospitati negli Stati Uniti nell'ambito dell'Operazione Paperclip.

Schema dello sviluppo dei velivoli della "famiglia" Sabre/Fury

Alla fine dell'estate del 1945 il team di progettisti della North American (secondo alcuni basandosi sulle ricerche condotte dall'aerodinamico Larry Green, ma secondo altri l'idea fu elaborata ulteriormente da Harrison Storm) analizzando i risultati di queste ricerche prospettò la possibilità di utilizzare una configurazione alare che prevedesse angolo di freccia positivo e ipersostentatori (denominati in lingua inglese slat) lungo tutto il bordo d'entrata.
L'ala a freccia, già nota alle aziende aeronautiche statunitensi come testimoniato dal Curtiss-Wright XP-55 Ascender che aveva già volato nell'estate del 1943, consentiva infatti di aumentare la velocità massima del velivolo ritardando l'insorgenza dei problemi di compressibilità, mentre gli slat , ritraendosi o estendendosi comandati automaticamente dalla semplice resistenza aerodinamica al variare della velocità, modificavano di fatto dimensioni e forma dell'ala incidendo quindi sul flusso d'aria che l'attraversava consentendo, in ultima analisi, di ridurre la velocità di stallo del velivolo e di aumentarne la stabilità alle basse velocità. I risultati di nuove prove in galleria del vento confermarono i calcoli e le aspettative, per cui il progetto dell'XP-86 fu modificato e l'ala dritta, "eredità" del progetto del Fury, venne sostituita da un'ala a freccia di 35° con slat automatici ai bordi d'attacco.
A fronte dei risultati dei nuovi test l'USAAF approvò nel novembre del 1945 la modifica al progetto autorizzando la costruzione di tre prototipi, mentre il 20 dicembre 1946 fu emesso il primo ordine per trentatré esemplari di serie cui fu attribuita ufficialmente la denominazione P-86A.
Il 1º ottobre del 1947, a poco più di diciotto mesi dall'approvazione, il primo XP-86 fu portato in volo per la prima volta dalla pista della Muroc Air Force Base, ai comandi del capo collaudatore della North American George “Wheaties” Welch. Per quanto caratterizzato da un problema di corretta estensione dell'elemento anteriore del carrello d'atterraggio, il primo approccio con l'XP-86 fu estremamente positivo poiché in velocità massima l'aereo superò le 650 miglia all'ora (1 050 km/h), risultando di ben 75 miglia all'ora (121 km/h) più veloce di qualsiasi altro aereo all'epoca in servizio.
Malgrado l'XP-86 durante i primi test avesse mostrato buone caratteristiche complessive, e fin dal 19 ottobre fosse stato in grado di superare (dopo una leggera picchiata) il muro del suono, permanevano problemi di gestione del velivolo alle basse velocità: in particolare durante le manovre di decollo e atterraggio si manifestarono condizioni di stallo alle estremità alari che generavano un fenomeno aerodinamico, all'epoca non del tutto compreso, che portava il velivolo a "ondeggiare" in una cabrata senza controllo sotto la spinta del flusso d'aria emesso dal motore. Questo fenomeno, particolare stallo aerodinamico tipico degli aerei a elevata freccia alare, divenne in seguito noto come "pitch-up" o "Sabre dance".

### Produzione in serie

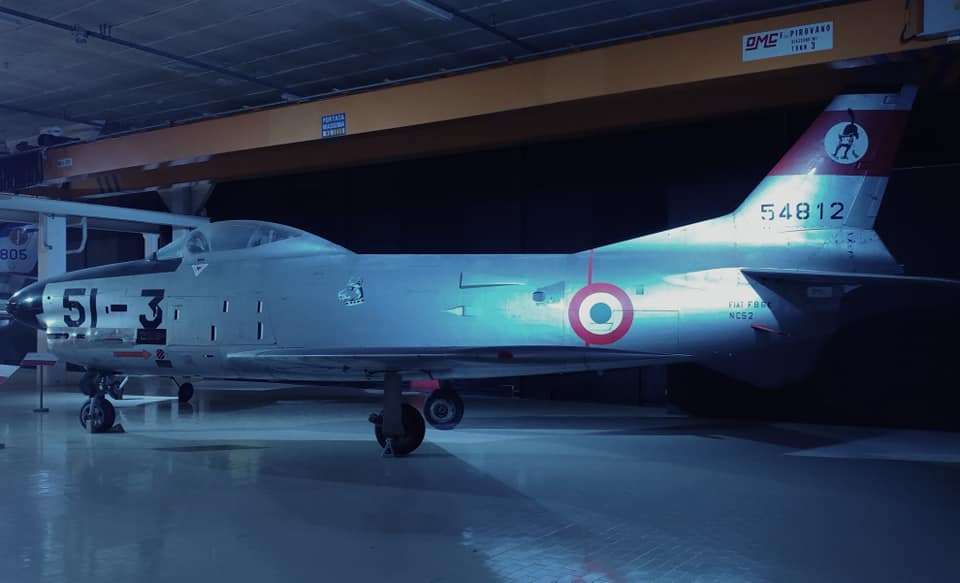
F-86K Sabre esposto al Parco e Museo di Volandia

La prima versione di serie fu denominata P-86A e si discostava dai prototipi prevalentemente per la motorizzazione affidata al turbogetto J47-GE-1 capace di una spinta pari 4 850 libbre forza (21,6 kN). Il primo esemplare fu portato in volo il 20 maggio 1948; i primi trentatré esemplari, che costituivano la serie P-86A-1, non furono mai impiegati operativamente in reparti dell'United States Air Force in quanto tutti i velivoli furono destinati alla sperimentazione e ai test in vari campi, fornendo utili riscontri per le successive versioni produttive.

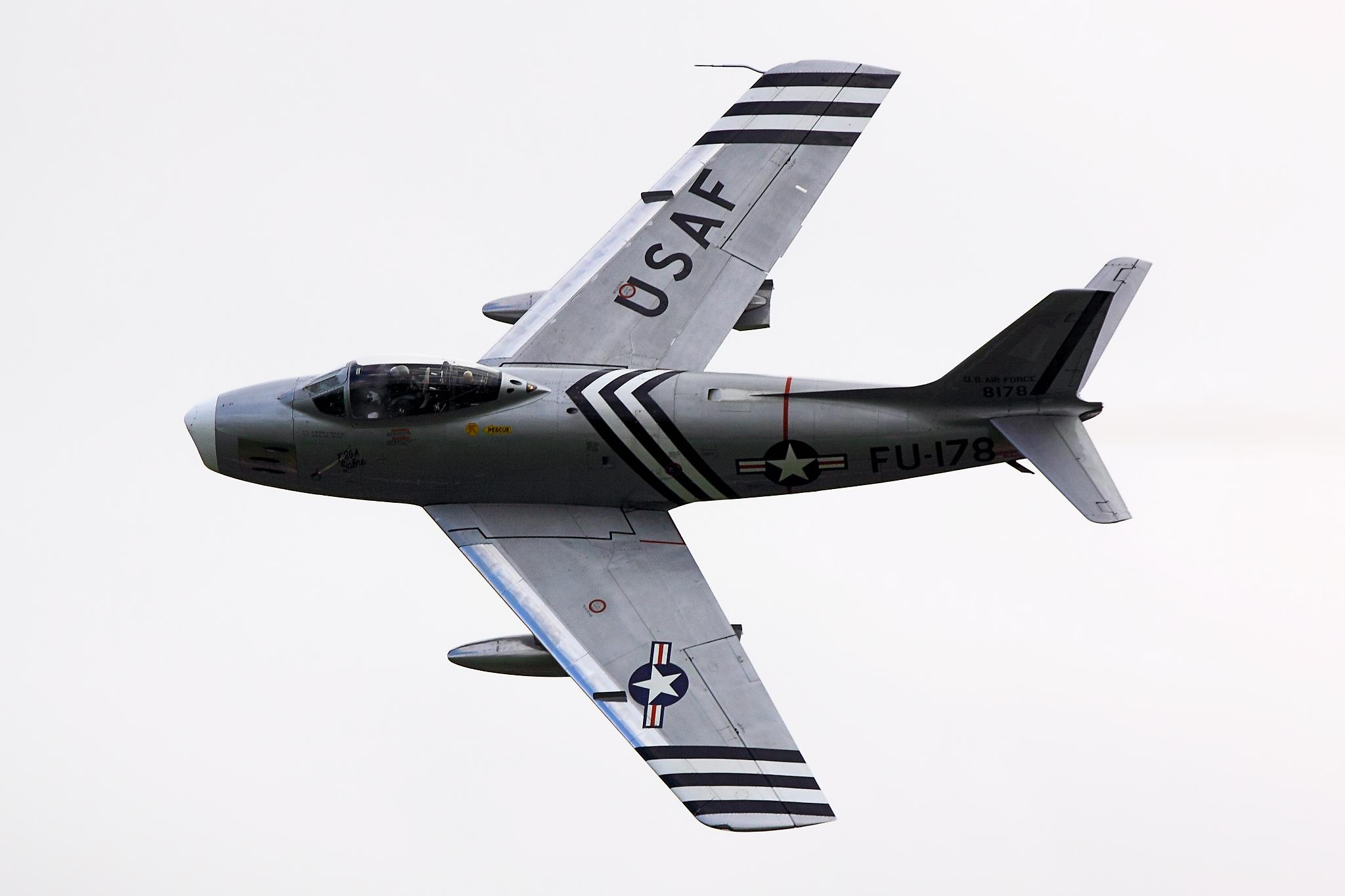
Un F-86A ripreso in volo, durante una manifestazione svolta nel 2010

I primi velivoli a giungere presso un reparto operativo furono gli F-86A-5, consegnati tra marzo e settembre del 1949, quando già gli equipaggi del 1st Fighter Group avevano organizzato una sorta di concorso per dare un nome a quello che fino ad allora era conosciuto negli ambienti della North American Aviation come "Silver Charger", ufficializzando, tra le numerose proposte, il definitivo nome di "Sabre" che spesso nei media sarebbe divenuto "Sabrejet".
In seguito il progetto del Sabre conobbe passi evolutivi piuttosto rapidi, incentrati prevalentemente su tre direttrici: l'ampliamento dei ruoli operativi, il miglioramento delle caratteristiche di manovrabilità e l'incremento della spinta disponibile grazie al costante ammodernamento dell'impianto propulsivo.
L'impiego della cellula del Sabre per coprire ruoli diversi da quello di "caccia diurno" cui era destinata la versione F-86A, caratterizzò fin dal principio le attività di sviluppo condotte dalla North American: abbandonata già dal dicembre del 1948 la variante F-86B, contraddistinta da migliorie di dettaglio in seguito integrate nella produzione della variante F-86A oppure abbandonate, già tra la fine del 1949 e l'inizio del 1950 furono portati in volo i primi esemplari delle varianti F-86D (27 dicembre 1949) e F-86C (24 gennaio 1950) destinate rispettivamente ai ruoli di "caccia ognitempo" (e armata esclusivamente con razzi di tipo FFAR) e di "penetrator fighter".

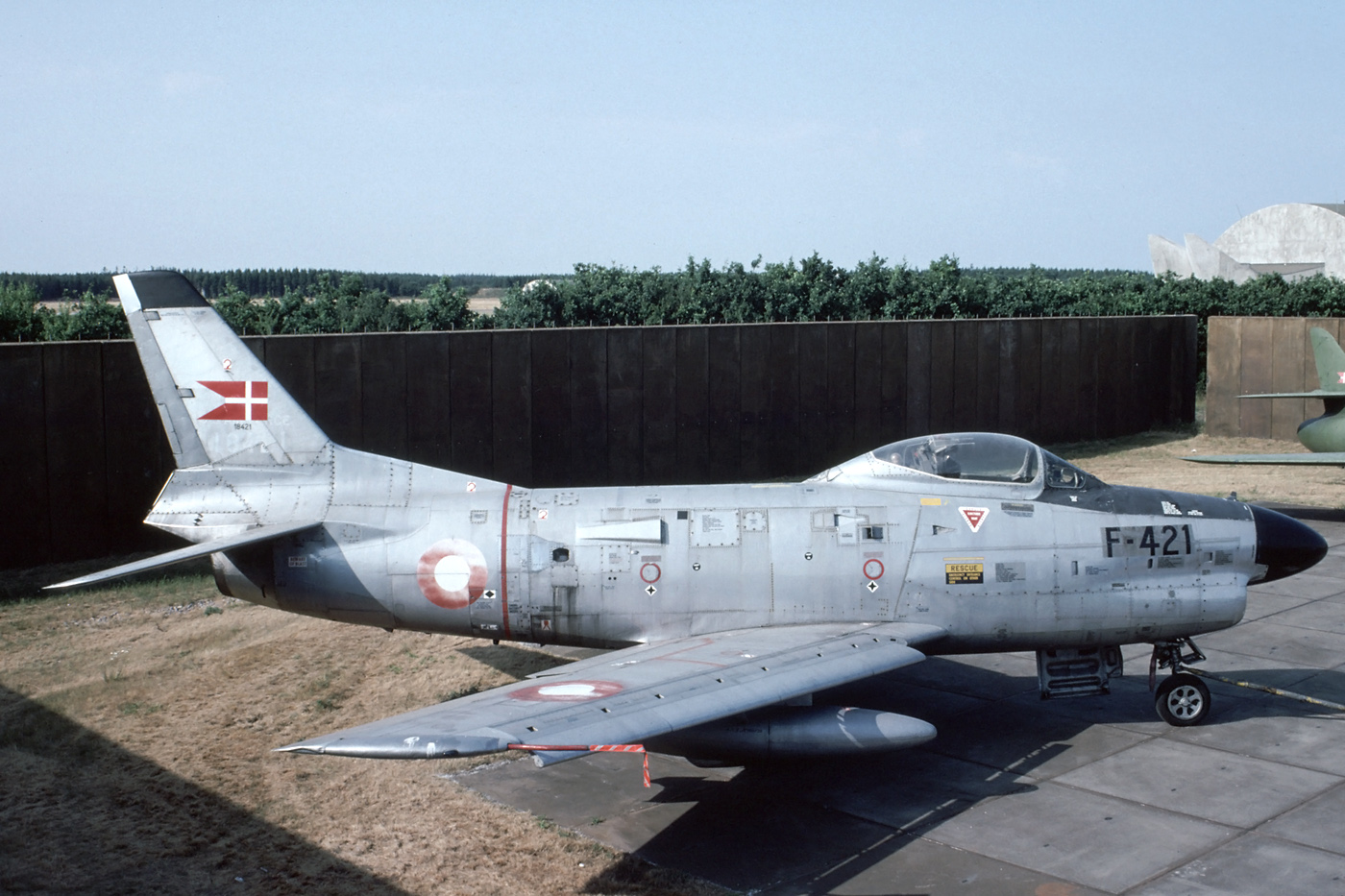
Un F-86D con le insegne danesi

Nel settembre del 1950 volò la seconda versione "caccia diurno", denominata F-86E: la modifica principale, condivisa con l'F-86D, consisteva nell'introduzione dei piani orizzontali di coda interamente mobili. Si era infatti scoperto che questa soluzione garantiva maggior capacità di controllo del velivolo, in particolare in caso di regime transonico, permettendo di correggere alcuni dei limiti sperimentati durante l'impiego degli F-86A.
Alla F-86E fece seguito un'ulteriore versione "caccia diurno", la F-86F: comparsa nella primavera del 1952 e inizialmente contraddistinta prevalentemente per l'impiego di una versione più potente del motore J47, fu costruita in 2 539 unità e risultò la variante del Sabre realizzata nel maggior numero di esemplari. La produzione dell'F-86F fu suddivisa in ben nove diversi lotti che incorporarono anche modifiche tra loro sostanziali: in particolare per quanto riguarda la conformazione del velivolo, gli F-86F-25 e F-30, risalenti all'autunno del medesimo anno, introdussero l'ala "solida" (priva cioè di ipersostentatori al bordo d'entrata), conosciuta anche come "ala 6-3" in ragione dell'incremento (in pollici) delle misure della corda, rispettivamente alla radice e all'estremità. Questa modifica all'ala consentiva il raggiungimento di velocità di punta leggermente più elevate ma garantiva al Sabre maggiore manovrabilità in alta quota e nelle manovre ad alta velocità. L'abbandono degli ipersostentatori causò tuttavia anche l'incremento della velocità nelle manovre di atterraggio cui l'ampliamento delle dimensioni dell'ala pose solo parzialmente rimedio.
Ancora nel corso della costruzione dei lotti F-25 e F-30 fu introdotta una seconda modifica alla struttura delle ali che consentì di alloggiare un secondo pilone all'intradosso con il quale era possibile trasportare sia carichi offensivi (tra cui una bomba atomica) sia serbatoi supplementari di carburante, conferendo così maggiore elasticità d'impiego al Sabre.

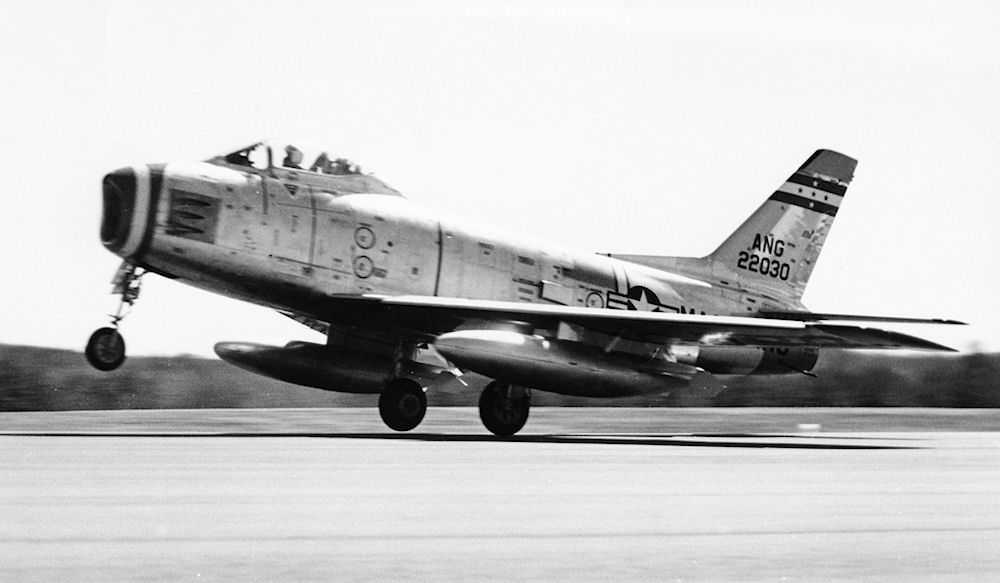
Un F-86H in fase di decollo

Nel settembre del 1953 comparve la variante F-86H, specificamente destinata al ruolo di "cacciabombardiere" e caratterizzata dall'utilizzo del motore General Electric J73-GE-3D, in grado di generare una spinta di 8 920 libbre forza (39,7 kN), unica eccezione (tra i Sabre prodotti dalla North America) all'impiego del J47. L'armamento dell'F-86H era costituito, con l'esclusione dei primi esemplari prodotti, da quattro cannoni M39 calibro 20 mm (contrariamente all'installazione di sei mitragliatrici Browning M3 tipiche delle versioni da caccia); il carico offensivo di caduta poteva arrivare fino a 2 400 libbre (1 100 kg) e comprendeva, anche in questo caso, la possibilità di lanciare un ordigno nucleare.
Nella primavera del 1955 effettuò il primo volo il primo F-86K, capostipite di una variante semplificata "ognitempo" derivata dall'F-86D: nato prevalentemente come versione "da esportazione" con la quale equipaggiare le forze armate dei paesi aderenti alla NATO, montava quattro cannoni anziché razzi FFAR e avionica semplificata. La sua produzione fu affidata anche all'italiana FIAT Aviazione che ne realizzò 221 esemplari, su un totale di 341, assemblando le componenti costruite dalla casa madre.
Nell'autunno successivo le catene di montaggio della North American incominciarono a realizzare il lotto F-86F-40: inizialmente non programmato, fu caratterizzato da una nuova configurazione delle ali (la terza nella vita del Sabre), ottenuta mediante un modesto incremento dell'apertura e con la riproposizione degli ipersostentatori sul bordo d'attacco al fine di incrementare la maneggevolezza dell'aereo alle basse velocità. L'ala così realizzata (denominata "F-40" dal numero del lotto produttivo) fu poi adottata dalla maggior parte dei Sabre ancora in servizio.
Anche l'F-86F-40 fu una variante destinata all'esportazione e costruita in parte presso un'azienda straniera: dei 580 esemplari realizzati nessuno fu mai impiegato dall'USAF mentre 300 aerei furono costruiti dalla giapponese Mitsubishi, anche in questo caso mediante l'assemblaggio di parti realizzate negli Stati Uniti. L'F-86F-40 introdusse anche, sul finire della produzione, la possibilità di utilizzare il missile aria-aria AIM-9 Sidewinder
L'ultimo passo evolutivo dell'F-86 fu realizzato mediante la conversione di 986 velivoli della variante F-86D: equipaggiati con le più moderne apparecchiature avioniche, erano in grado di operare nell'ambito del sistema SAGE e incorporavano le migliorie aerodinamiche nel frattempo realizzate mentre l'armamento originario, costituito da ventiquattro razzi FFAR, rimase invariato. Il primo esemplare fu portato in volo il 27 dicembre 1955 e l'ultimo esemplare fu convertito prima della fine del 1957.

### Produzione su licenza
La produzione del Sabre al di fuori dei confini nazionali a seguito della concessione di una licenza commerciale fu avviata, in ordine cronologico, in Canada (con accordo siglato nell'estate del 1949) ed in Australia (nell'autunno del 1951).
Dal punto di vista tecnico la produzione canadese prese avvio dalla cellula dell'F-86A e si sviluppò dapprima con l'impiego del motore GE-J47 e poi con l'installazione del motore Avro Canada Orenda. Dal canto suo l'industria australiana sviluppò il proprio modello procedendo a modificare la cellula della più recente versione F-86F, anche in questo caso facendo ricorso all'impiego di un turbogetto realizzato in loco (per quanto anch'esso su licenza), il Rolls-Royce Avon.

## Tecnica

### Cellula
L'F-86 era un monoreattore monoposto ad ala bassa, a freccia di 35 gradi; nella versione F-86A l'apertura misurava 37,12 piedi (11,31 m) e l'ala impiegava profili alari simmetrici del tipo NACA 0009.5-64 alla radice e NACA 0008.5-64 all'estremità, con struttura interamente metallica; l'ala era anche dotata di ipersostentatori automatici sul bordo d'attacco.

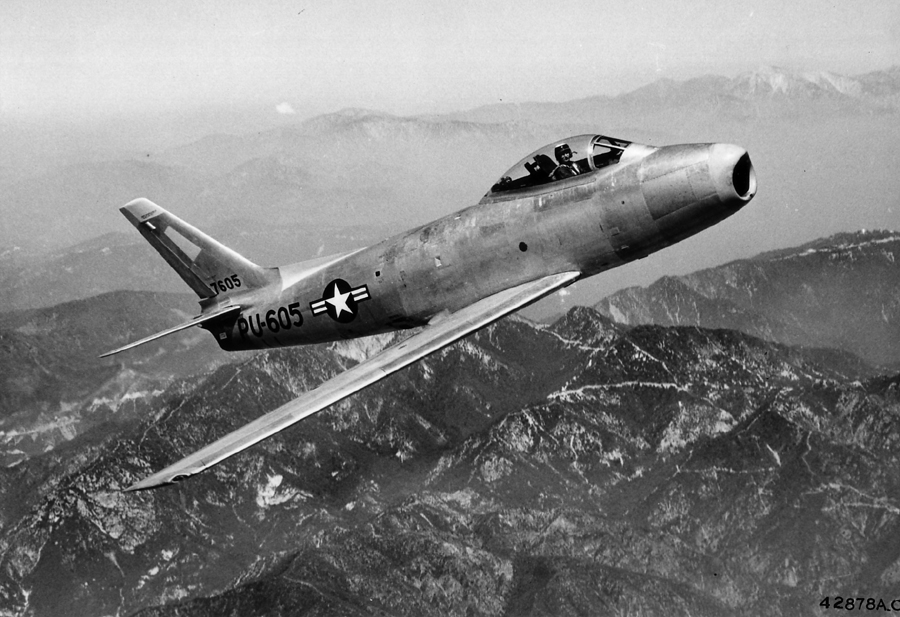
Un F-86A in volo

La configurazione delle ali fu modificata più volte durante la produzione degli esemplari della variante "F": in una prima occasione vennero eliminati gli ipersostentatori dal bordo d'attacco e l'ala fu ampliata nella corda, sia alla radice sia all'estremità (configurazione nota come "ala 6-3"); in un secondo momento l'ala fu leggermente allungata e vennero reintrodotti gli ipersostentatori al bordo d'entrata (configurazione detta "F-40"). In entrambi i casi la soluzione fu retroattivamente (e gradualmente) introdotta sugli esemplari in servizio.
L'impennaggio era di tipo tradizionale con equilibratori fissi e stabilizzatori mobili posti nella parte superiore del tronco di coda della fusoliera; anche i piani di coda e la deriva erano a freccia. A partire dalla variante "E" i due elementi erano entrambi mobili con movimento solidale tra loro ed erano attuati mediante sistemi idraulici.
Il carrello era triciclo, con elemento principale a ruota singola rientrante in appositi vani nelle semiali e carrello anteriore a ruota singola rientrante nel muso; ai lati della fusoliera, nella zona posteriore, erano presenti una coppia di aerofreni.
La cabina di pilotaggio era dotata di tettuccio a goccia ad ampia visibilità, scorrevole all'indietro e di parabrezza corazzato; il sedile eiettabile era di progettazione e produzione North American; nelle varianti "D", "H" e "K" il tettuccio aveva apertura "a conchiglia", incernierato all'estremità posteriore alla fusoliera.
L'unico rilevante intervento di modifica della fusoliera fu effettuato sulla versione F-86H per far fronte alla necessità di un maggior flusso d'aria richiesto dal motore installato (differente rispetto alle altre versioni prodotte dalla North American). Il risultato fu una presa d'aria di maggiori dimensioni e un corpo centrale del velivolo più tozzo, in ragione del fatto che la lunghezza del velivolo subì variazioni marginali.
In analogia alle modifiche apportate alla fusoliera dell'F-86H anche le cellule degli esemplari prodotti su licenza dalla Commonwealth Aircraft Corporation e dalla Canadair vennero modificate per consentire l'impiego di motori diversi; in particolare i Sabre australiani, al fine di alloggiare il motore Rolls-Royce Avon, furono quelli che maggiormente si distaccarono nelle dimensioni e nella distribuzione dei pesi dal progetto originario. Al contrario il motore Avro Canada Orenda utilizzato dai velivoli canadesi delle varianti Mk.5 e Mk.6 richiese aggiustamenti di dettaglio che alterarono solo marginalmente le forme iniziali.

### Motore
Lo sviluppo progettuale del Sabre è, quasi sempre, andato di pari passo con quello del turbogetto a flusso assiale installato sui primi esemplari di serie: abbandonato, infatti, il General Electric TG-180 utilizzato sui prototipi, fu utilizzato il General Electric J47 con un progressivo ma considerevole incremento della spinta erogata, che passò dalle 5 200 libbre forza (23 kN) del modello J47-GE-13 installato sugli F-86A fino alle 7 650 libbre forza (34,0 kN) del J47-GE-33, dotato di postbruciatore, impiegato nei Sabre della versione F-86D e F-86L.
Per quanto concerne la produzione della casa madre, l'unica eccezione in merito al motore fu costituita dalla versione F-86H che venne riconfigurata sulle forme, e sulle necessità del flusso d'aria, del motore General Electric J73: derivato dal J47, ma rivisto prevalentemente nella disposizione della componentistica accessoria, il J73-GE-3D montato sugli esemplari di serie era in grado di erogare una spinta di 8 920 libbre forza (39,7 kN) senza l'impiego del postbruciatore.
In Australia la produzione su licenza del Sabre comportò, per una precisa scelta di politica industriale, il ricorso a un motore di produzione locale, per quanto analogamente dietro rilascio di licenza produttiva: l'unità scelta allo scopo fu il turbogetto a compressore assiale Rolls-Royce Avon capace di erogare una spinta pari a 7 500 libbre forza (33 kN) sia nella versione R.A.7 (o Avon 20) impiegata inizialmente, sia nella successiva Avon 26.
La produzione del Sabre canadese utilizzò il motore GE-J47 nelle prime versioni realizzate, mentre con la comparsa della variante Mk.5 si fece ricorso al turbogetto, ancora una volta a compressore assiale, Avro Canada Orenda. In questo caso la spinta erogata era pari a 5 870 libbre forza (26,1 kN), che aumentò a 7 275 libbre forza (32,36 kN) nella versione impiegata sugli esemplari della serie Mk.6.

### Sistemi d'arma
Tutte le versioni "caccia diurno" del Sabre (F-86A, E e F) condividevano la tipologia di armamento fisso, costituito da sei mitragliatrici Browning M3 calibro 12,7 mm installate ai lati del muso, orientate in modo da avere la convergenza delle linee di tiro circa trecento metri davanti all'aereo.
Il munizionamento si caratterizzava per la presenza di un tracciante ogni cinque proiettili, per permettere al pilota di verificare a vista la traiettoria. Sulla prima versione F-86A-1 le aperture per le mitragliatrici erano chiuse da sportelli che venivano aperti con comando elettrico sincronizzato al momento dello sparo, ma questo sistema fu abbandonato in tutte le versioni successive.
Il sistema di puntamento, inizialmente del tipo ottico a computazione modello "Sperry Mark 18", fu sostituito in seguito da un più efficace collimatore A-1CM asservito a un radar APG-30 in grado di determinare, grazie all'antenna posta sul labbro superiore della presa d'aria, la distanza di bersagli compresi tra le 150 e le 3 000 iarde (approssimativamente tra i 140 e i 2 750 metri).
Le versioni "caccia ognitempo" F-86D e L erano armate con ventiquattro razzi di tipo Folding-Fin Aerial Rocket (FFAR) da 2,75 pollici (70 mm), alloggiati in un apposito lanciatore disposto al di sotto del muso dell'aereo.
Negli F-86H fu impiegata, dopo test effettuati sugli F-86F, una soluzione con quattro cannoni, due per ogni lato della fusoliera, T-160 calibro 20 mm; tale configurazione fu confermata nella versione F-86K, però con l'impiego di cannoni M-24 (variante statunitense dell'Hispano-Suiza HS.404).
A partire dagli ultimi esemplari di F-86F-40 costruiti fu possibile utilizzare sui Sabre i missili AIM-9 Sidewinder recentemente resi operativi; il loro impiego venne reso possibile anche sugli aerei dei precedenti lotti produttivi mediante l'installazione di appositi kit di trasformazione.
Per quanto riguarda i carichi di caduta, le prime versioni del Sabre facevano affidamento sull'utilizzo di due piloni subalari, uno per ogni semiala: generalmente utilizzati per agganciarvi serbatoi ausiliari di carburante, questi potevano essere destinati al trasporto di bombe il cui peso poteva arrivare a un massimo di 1 000 libbre (450 kg). L'impiego degli ordigni, comportando la rinuncia ai serbatoi esterni, riduceva tuttavia drasticamente l'autonomia dell'aereo.
A partire dal lotto produttivo F-86F-30 l'ala del Sabre fu irrobustita per consentire l'installazione di un secondo pilone per ciascuna semiala: da quel momento era possibile combinare l'impiego di serbatoi e bombe (queste erano sempre da agganciare al pilone interno) a seconda del tipo di missione.
Gli esemplari della versione F-86F-35 e gli F-86H, erano in grado di trasportare una bomba atomica; su questi velivoli era presente un sistema computerizzato di calcolo del punto di lancio, noto come Low Altitude Bombing System (LABS), che guidava il pilota nella prevista manovra di bombardamento in cabrata.
Gli F-86D furono dotati di radar AN/APG-37 mentre il sistema di controllo del tiro era affidato al sistema di mira denominato "E-4"; quest'ultimo, considerato "top secret", fu sostituito dal più semplice "MG-4" nei velivoli della serie F-86K.
Gli F-96L oltre alla dotazione avionica dell'F-86D, disponevano di ulteriori apparati elettronici necessari all'integrazione con il sistema di difesa aerea SAGE, quali un "Data Link AN/ARR-39", la cui antenna sporgeva inferiormente dalla fusoliera, in prossimità del bordo d'attacco della semiala destra.
Tutti i velivoli prodotti in Australia furono dotati di due cannoncini aeronautici ADEN calibro 30 mm disposti ai lati del muso e dotati di un serbatoio per 180 proiettili per ciascun cannone; di norma però non venivano trasportati più di 150 o 160 proiettili per ciascuna arma. Gli esemplari di produzione canadese mantennero come armamento standard le sei mitragliatrici M3 del progetto originale. In entrambi i casi col tempo fu introdotta la possibilità di utilizzare quattro piloni subalari, con i relativi carichi offensivi, e di impiegare i missili Sidewinder.

## Impiego operativo

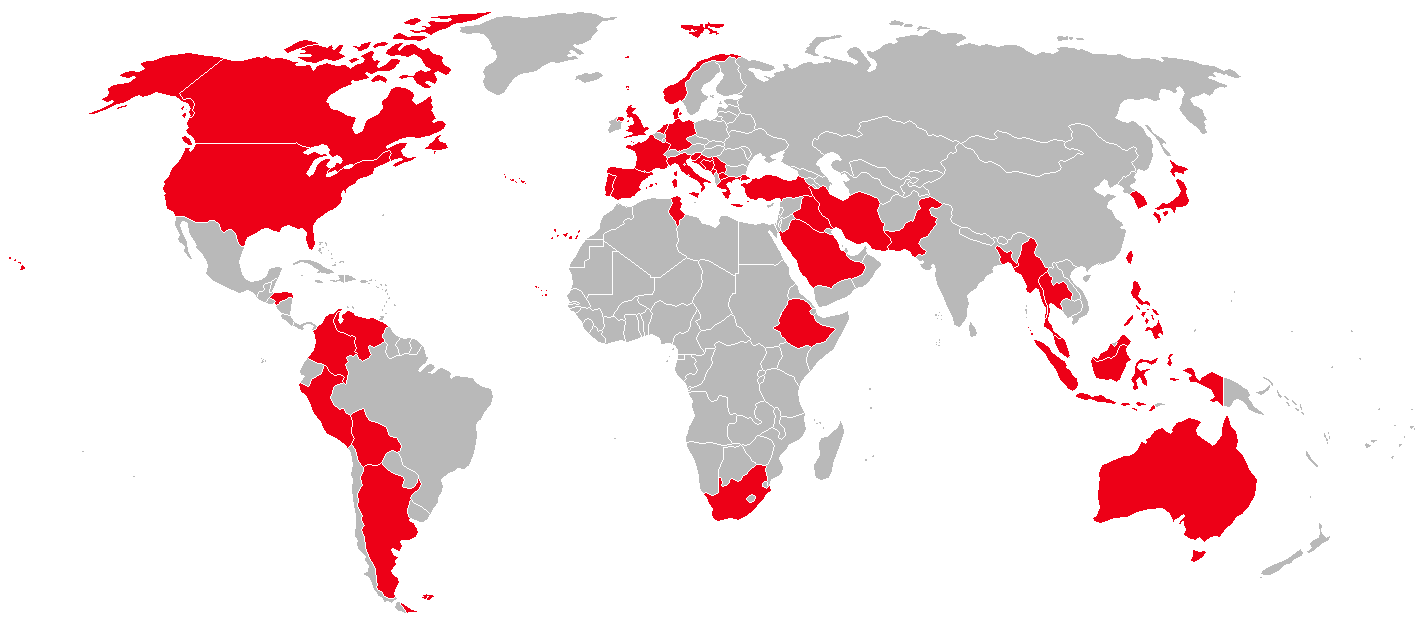
Indicati in rosso i paesi le cui forze armate utilizzarono l'F-86 Sabre

La carriera operativa del Sabre si svolse in un periodo di tempo particolarmente lungo e presso un folto numero di forze aeree di nazioni disseminate nei cinque continenti che videro impiegati gli 8 795 esemplari, realizzati presso stabilimenti situati in cinque diversi paesi, a più riprese e non di rado con successivi passaggi di mano; fu così che il piccolo caccia della North American divenne testimone, e spesso protagonista, di numerosi eventi disseminati nell'arco di oltre vent'anni, tra la fine degli anni quaranta e la prima metà degli anni settanta del XX secolo.
Infatti i primi Sabre a entrare in servizio operativo furono gli F-86A-5 dell'USAF nel marzo del 1949, mentre gli ultimi a lasciare i reparti risultano essere stati i nove F-86F della Fuerza Aérea Boliviana che li radiò nel corso del 1993. Per quanto questo lasso di tempo sia stato coperto con sette diverse varianti dell'aereo (in alcuni casi anche tra loro considerevolmente differenti), esso rappresenta una sorta di primato di longevità per un aereo da combattimento.
Elemento caratteristico della carriera del Sabre è rappresentato dal riutilizzo di gran parte degli esemplari che, ammodernati secondo le specifiche di volta in volta più recenti e ricondizionati, ebbero una "seconda" (e a volte una "terza") vita sia in patria, passando dai reparti dell'USAF a quelli dell'ANG, sia nelle forze armate di cinque continenti, anche grazie alla disponibilità di esemplari, in particolare dismessi dall'USAF, che si resero disponibili per la realizzazione del Mutual Defense Assistance Program con il quale gli Stati Uniti provvidero a rafforzare le capacità operative dei paesi alleati all'epoca della guerra fredda.
I Sabre conobbero il loro principale impiego operativo nelle file dell'USAF, in particolare durante la guerra di Corea, ma furono protagonisti nei cieli di diversi conflitti, tra i quali gli scontri tra le forze cinesi contrapposte durante la crisi dello stretto di Formosa del 1958 e quelli tra le forze di India e Pakistan nei conflitti del 1965 e del 1971.
I CAC Sabre della RAAF presero parte da novembre 1958 a giugno 1960, inquadrati nel British Commonwealth Strategic Reserve, alle operazioni di controguerriglia in Malaysia nel corso della cosiddetta Emergenza malese mentre altri conflitti "regionali" videro impegnati i Sabre di diverse forze armate nei cieli dell'Africa o dell'America Latina.

### Stati Uniti d'America
Il primo reparto a ricevere il Sabre nella versione F-86A-5 fu il 1st Fighter Interceptor Wing che completò il passaggio sull'F-86 nel maggio del 1949, sostituendo il Lockeed F-80 nel 94th Fighter Squadron "Hat-in-the-Ring" sulla base di March in California.
In seguito gli F-86A-5 vennero assegnati al 4th Fighter Interceptor Group sulla base di Langley in Virginia e all'81st FIG sulla base di Kirtland in New Mexico.
Complessivamente gli F-86A equipaggiarono cinque FIG, l'ultimo a riceverli fu il 23rd FG sulla base di Presque Isle nel Maine.
Allo scoppio delle ostilità in Corea, i reparti dell'USAF che utilizzavano l'F-86 erano cinque FIG. In Corea i Sabre equipaggiarono prima il 4th FIW e successivamente il 51st FIW anche con le versioni E ed F, quest'ultima più veloce e manovrabile, con la quale fu possibile affrontare i MiG-15 in condizioni di vantaggio.
Nel marzo del 1951 incominciarono le consegne all'USAF dei primi F-86D che, pur a ritmo ridotto a causa di lentezze nella consegna delle componenti avioniche, finirono per equipaggiare cinquantasei Squadrons; a partire dal mese di agosto del 1956 questi velivoli furono in parte trasferiti alla National Guard, in parte convertiti nella variante F-86L e in parte assegnati a forze aeree straniere, ma solo dopo il 1958, quando ormai il loro sistema radar non era più considerato top secret, tanto che un lotto di 130 velivoli venne addirittura venduto (suscitando considerevoli controversie di carattere politico) alla Jugoslavia.
Infine fece la propria comparsa la variante F-86H: consegnata ai reparti dell'USAF a partire dall'autunno del 1954, equipaggiò cinque Fighter Bomber Wing, tra i quali uno schierato in territorio europeo. La vita operativa di questa variante fu però piuttosto breve, ben presto surclassata dall'entrata in servizio dei più recenti modelli appartenenti alle Century Series: già a partire dal mese di giugno del 1958 gli F-86H furono trasferiti ai reparti della National Guard presso i quali rimasero in servizio fino ai primi anni settanta, pur senza prendere parte alla guerra del Vietnam. Questa variante fu l'unica del Sabre a non essere esportata.

#### Guerra di Corea
Nel novembre del 1950 nei cieli della Nord Corea entrarono in azione i MiG-15, nettamente superiori a tutti i caccia alleati disponibili in zona e, circostanza all'epoca non nota, condotti da piloti sovietici molti dei quali vantavano esperienza di volo nel corso della seconda guerra mondiale. Per recuperare la supremazia aerea, fino ad allora indiscussa, l'USAF inviò tre squadron di Sabre il mese successivo.

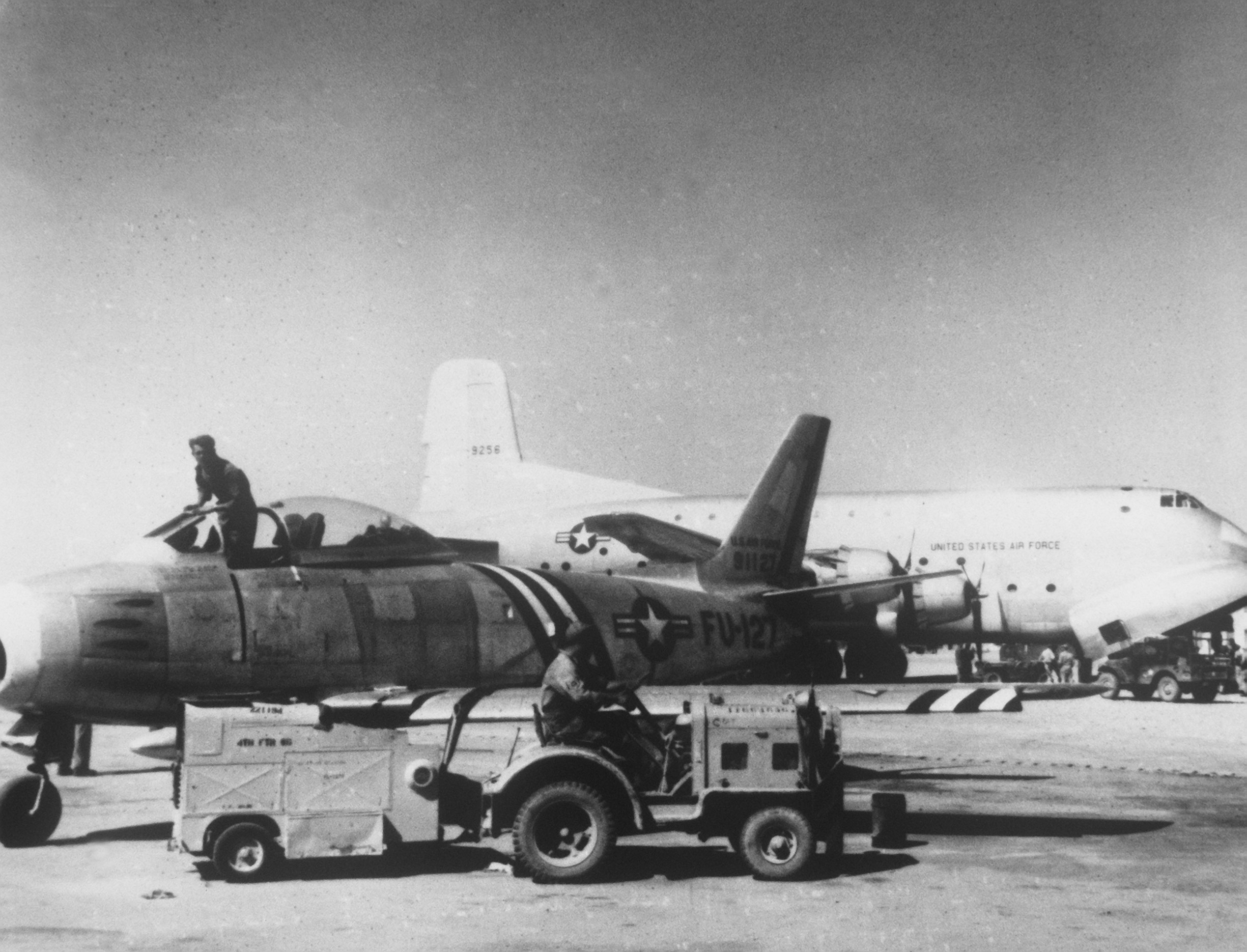
Un F-86A del 4th Fighter Interceptor Wing sulla base di Suwon, nel 1951; in secondo piano un Douglas C-124 Globemaster II

I primi Sabre del 336th FIS del 4th FIG arrivarono via nave il 13 dicembre; due giorni dopo si schierarono presso la base di Kimpo e il 17 dello stesso mese il tenente colonnello Hinton ottenne il primo successo di un Sabre su un MiG-15.
In genere il Sabre era superiore al MiG-15 per agilità in virata e velocità in picchiata, ma l'aereo di fabbricazione sovietica eccelleva in accelerazione, velocità di salita e quota di tangenza. Le evoluzioni tecnologiche dei due velivoli si succedettero nel corso del conflitto, portando con sé il mutamento dei rapporti di forza con il passare del tempo: il MiG-15Bis, comparso nei cieli coreani nel settembre del 1951, era dotato di un turbogetto più potente e affidabile e la sua presenza costituì una nuova minaccia nei confronti dei bombardieri statunitensi, controbilanciata dalla decisione di ricorrere all'utilizzo della variante F-86E del Sabre le cui consegne furono, tuttavia, piuttosto lente; infatti la sostituzione degli F-86A poté essere completata solamente nel luglio del 1952.
I MiG-15 operavano da basi in Manciuria e, con il passare del tempo, furono affidati (oltre che ai piloti sovietici) anche a equipaggi cinesi e nordcoreani, generalmente meno esperti dei primi. Per contro molti piloti americani erano veterani della seconda guerra mondiale e ciò garantiva loro un considerevole vantaggio, che non poteva essere sfruttato con gli altrettanto esperti piloti sovietici.

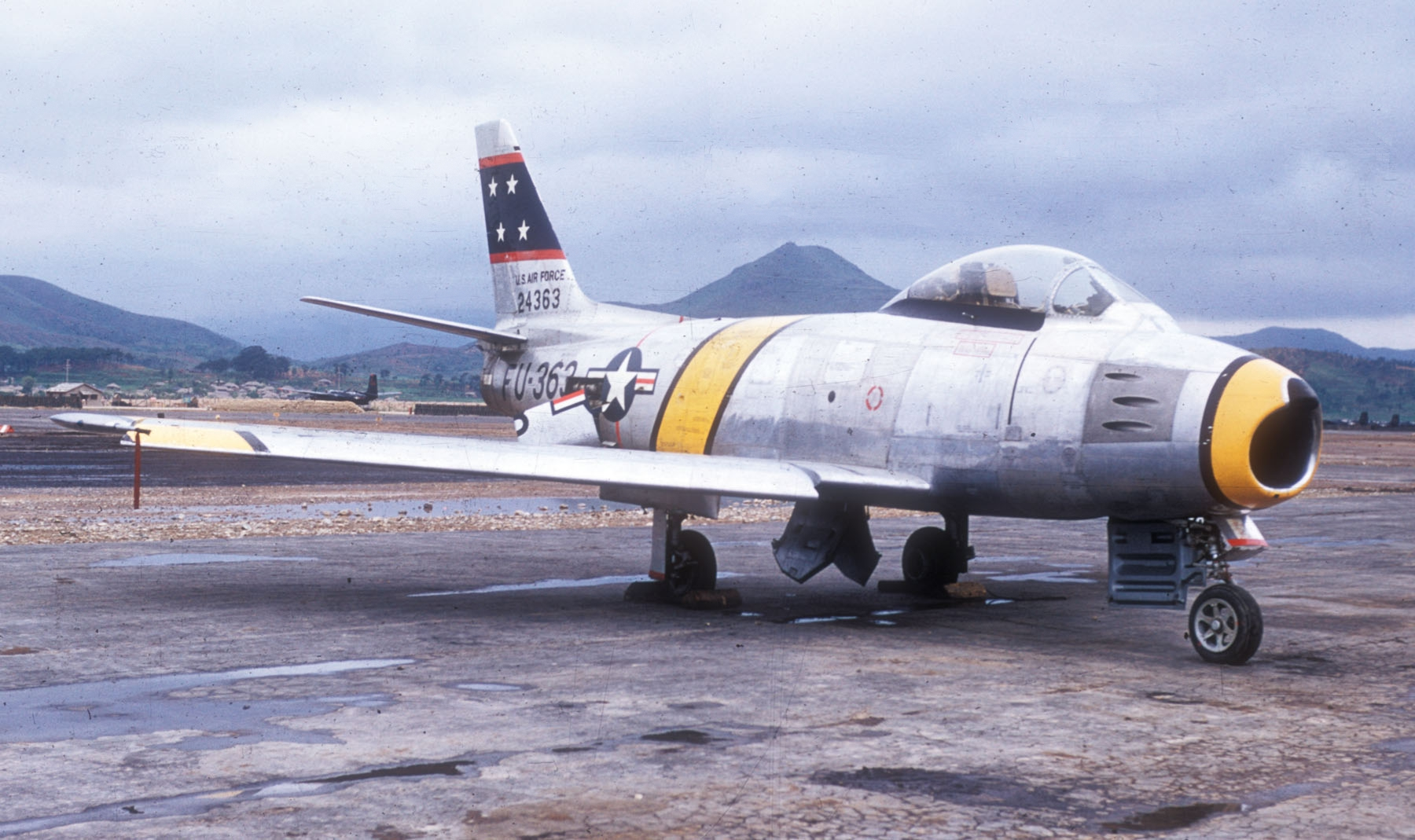
Un F-86F del 18th Fighter Bomber Wing presso la base di Taegu, nel 1952

La maggior parte dei combattimenti tra Sabre e MiG-15 avvennero nella cosiddetta "MiG Alley" , nome con il quale si identificò l'area di confine tra Cina e Corea lungo il corso del fiume Yalu. Nonostante le regole d'ingaggio, almeno inizialmente, proibissero agli aerei alleati di superare il confine con la Cina, spesso i Sabre affrontavano i MiG-15 anche sopra le loro basi in Manciuria.
A seguito dell'esigenza di un ricognitore tattico di prestazioni tali da potere competere con i MiG, undici F-86A del 4th FIG vennero convertiti al centro di manutenzione  di Tachikawa in Giappone in aerei da ricognizione, generalmente privi di armamento e dotati di due cineprese K-24 orientate in posizione verticale sotto la fusoliera anteriore; alcuni aerei tuttavia conservarono due mitragliatrici Browning M3, una a ogni lato del muso.
Gli RF-86A vennero assegnati al 15th Tactical Reconnaissance Squadron del 67th Tactical Reconnaissance Wing sulla base di Kimpo; alla fine della guerra quelli ancora operativi furono assegnati al 115th FIS della California ANG di base all'aeroporto di Van Nuys dove rimasero in servizio fino al giugno del 1959. Nel settembre del 1951 i primi F-86E del 16th e del 25th FIS del 51st FIG arrivarono in Corea atterrando sulla base K-13 di Suwon. In seguito anche il 4th FIG venne riequipaggiato con F-86E.
I primi F-86F arrivarono in Corea nel luglio del 1952 e la loro comparsa coincise con il rapido incremento delle vittorie degli equipaggi statunitensi nei cieli coreani; fu pertanto presa la decisione di fornirne quanti più possibile ai reparti combattenti e di destinare gli F-86E ai reparti schierati sul territorio metropolitano.
Nei primi mesi del 1953 furono consegnati ai reparti gli aerei della variante "caccia-bombardiere" F-86F-30 con cui venne equipaggiato il 18th Fighter Bomber Wing nel quale era incluso il 2nd Squadron della South African Air Force, che portò a compimento oltre 1 400 missioni nel corso della propria permanenza nella zona del conflitto.

### Altri Paesi
Alla fine del conflitto coreano, il Sabre fu fornito in conto MDAP a molti paesi del blocco occidentale sia dagli Stati Uniti sia dal Canada: il Regno Unito ricevette quattrocentotrenta velivoli canadesi (Sabre Mk.2 e Mk.4) che furono in seguito trasferiti alle forze aeree greca, italiana, iugoslava e turca.
Inoltre il governo degli Stati Uniti consegnò gli F-86F a tutta una serie di paese amici e alleati, tra i quali la Cina Nazionalista, l'Argentina, la Colombia, la Corea del Sud, il Giappone, la Norvegia, il Pakistan, il Perù, il Portogallo, la Spagna, la Thailandia e il Venezuela.
Anche le versioni più recenti con motore Orenda furono oggetto di queste cessioni: settantacinque Sabre Mk.5 e duecentoventicinque Sabre Mk.6 andarono a rinforzare le aviazioni militari della Germania (che a sua volta cedette novanta Mk.6 al Pakistan), Colombia e Sudafrica.
L'F-86D, come detto, venne reso disponibile per l'esportazione nel 1958: fu fornito a Danimarca, Giappone, Grecia, Filippine, Jugoslavia, Corea del Sud e Taiwan.
Pochi F-86L andarono alla Thailandia, mentre l'F-86K, che non prestò servizio nell'USAF, venne fornito direttamente a Olanda e Norvegia; la FIAT produsse su licenza gli esemplari che andarono a equipaggiare i primi reparti di caccia ognitempo in Italia, Francia, Germania e poi ancora Olanda, Norvegia e Turchia restando in servizio in Italia fino al 1973 (1º Stormo caccia Ogni Tempo).
Nel corso degli anni successivi, gli scambi e le cessioni di velivoli surplus portarono l'F-86 nelle sue varie versioni a servire anche con le insegne delle aeronautiche di Arabia Saudita, Bangladesh, Birmania, Etiopia, Honduras, Malesia e Tunisia.

### Livree
La finitura finale degli F-86A dell'USAF era in metallo naturale, con le insegne di nazionalità in quattro posizioni: due da 25 pollici (640 mm) ai lati della fusoliera e altre due da 40 pollici (1 000 mm) posizionate rispettivamente sul dorso della semiala destra e sul ventre della semiala sinistra. Sulle restanti superfici alari era riportata la designazione della forza aerea, USAF, con lettere nere di 30 pollici (760 mm) di grandezza. Nella parte posteriore della fusoliera era riportato il numero d'identificazione (buzz number) tipico degli aerei statunitensi dopo la seconda guerra mondiale, in caratteri da 18 pollici (460 mm), con le iniziali FU per gli F-86. La finitura degli F-86D e K era simile con l'eccezione del radome del radar in nero lucido e il pannello anti-riflesso in Federal Standard 595 Color FS34087 Olive Drab.
Tipica era la livrea dello schema artico per i Sabre di base in Alaska. Questi esemplari avevano la deriva e le estremità alari in International Orange Federal Standard 595 Color FS 12197; era una livrea usata su tutti gli aerei di base in Alaska per facilitare il ritrovamento in caso di incidente su zone coperte da neve o ghiaccio.
I Sabre impiegati nella guerra di Corea erano contrassegnati con una banda diagonale in fusoliera larga 28 pollici (710 mm) e una su ogni estremità alare da 36 pollici (910 mm), di colore giallo con una bordatura nera di 4 pollici (100 mm) di larghezza. Questa tipica livrea era poi accompagnata da vistose insegne di reparto.
I Sabre F-86H ancora in servizio nell'ANG nella seconda metà degli anni sessanta adottarono la mimetizzazione introdotta inizialmente nel sud-est asiatico per la maggior parte dei caccia e aerei d'attacco al suolo, con le superfici superiori e laterali a chiazze di Tan Federal Standard 595 Color FS 30219, Leaf Green Federal Standard 595 Color FS 34079, Forest Green Federal Standard 595 Color FS 34102 e Light Grey Federal Standard 595 Color FS 36622 per tutte le superfici inferiori.
I Sabre della Royal Air Force erano inizialmente in metallo naturale, poi venne introdotta una livrea con le superfici superiori e laterali a chiazze in Leaf Green Federal Standard 595 Color FS 34079 e Gunship Lt. Grey Federal Standard 595 Color FS 36118 e metallo naturale per tutte le superfici inferiori.
Nel 1953 per le superfici inferiori venne adottato lo Intermediate Blue Federal Standard 595 Color FS 35164 e poi il Gray Federal Standard 595 Color FS 36357 dal 1961.
La livrea degli aerei della RAF fu adottata come standard NATO da diverse nazioni come Canada, Germania e, inizialmente, Italia e successivamente da altre nazioni alleate come l'Australia.
In genere le nazioni che acquistavano i Sabre usati mantenevano la livrea originale. Alcuni Sabre coreani avevano una livrea simile a quella USAF anni '60 ma con solo Red Brown Federal Standard 595 Color FS30219 e Leaf Green Federal Standard 595 Color FS 34079 sulle superfici superiori e laterali. Alcuni esemplari venezuelani erano interamente in Gray Federal Standard 595 Color FS 36357.

## Versioni
Se non diversamente indicato, i dati sono tratti da "F-86 / F-100" in "www.uswarplanes.net".

### Produzione North American Aviation
- XP-86, poi XF-86 (NA-140)

Tre prototipi con un motore General Electric J35-C-3 da 4 000 libbre forza (1 814 kgf). L'XP-86 era dotato di una coppia di aerofreni apribili frontalmente ai lati posteriori della fusoliera e un terzo sotto, eliminato poi nelle versioni di serie successive. Uno di questi tre prototipi fu rimotorizzato con motore General Electric J47-GE-3 da 5 200 libbre forza (2 359 kgf). Con questo aereo, il 25 aprile 1948, George Welch superò la velocità del suono in picchiata.
- P-86A, poi F-86A (NA-151, NA-161)

Prima versione di serie caccia diurno. Il motore era un J47-GE-1 da 4 850 libbre forza (2 200 kgf), sostituito poi da un J47-GE-3 e infine da un J47-GE-7, i cui valori di spinta giunsero a 5 340 libbre forza (2 422 kgf). Ne furono prodotti 554 esemplari.
-  DF-86A

Alcuni F-86A convertiti in aerei per il comando a distanza di missili e radiobersagli teleguidati usati in alcuni poligoni per attività di valutazione e collaudo.
- RF-86A

Fu la denominazione attribuita a undici F-86A convertiti in aerei da ricognizione privi di armamento con due cineprese K-24 orientate in posizione verticale sotto alla parte anteriore della fusoliera. Alcuni RF-86A avevano due mitragliatrici Browning M3, una a ogni lato del muso. La conversione, denominata PROGETTO ASHTRAY, venne eseguita al centro di manutenzione (Rear Echelon Maintenance Facility, REMCO) di Tachikawa in Giappone durante la guerra di Corea.
- F-86B (NA-152)

Versione abbandonata prima della produzione in serie: prevedeva pneumatici del carrello più grandi e freni migliorati rispetto all'F-86A. Visti i miglioramenti nelle prestazioni dei freni degli F-86A, l'ordine iniziale per 190 F-86B venne convertito in 188 F-86A e due F-86C.
- F-86C (NA-157)

Denominazione originale del North American YF-93, due prototipi costruiti (48-317 e 48-318), un successivo ordine per 118 apparecchi venne cancellato.
- YF-86D (NA-164)

Due prototipi della nuova versione da caccia ognitempo denominata inizialmente YF-95A.
- F-86D (NA-165, NA-173, NA-177, NA-190, NA-201)

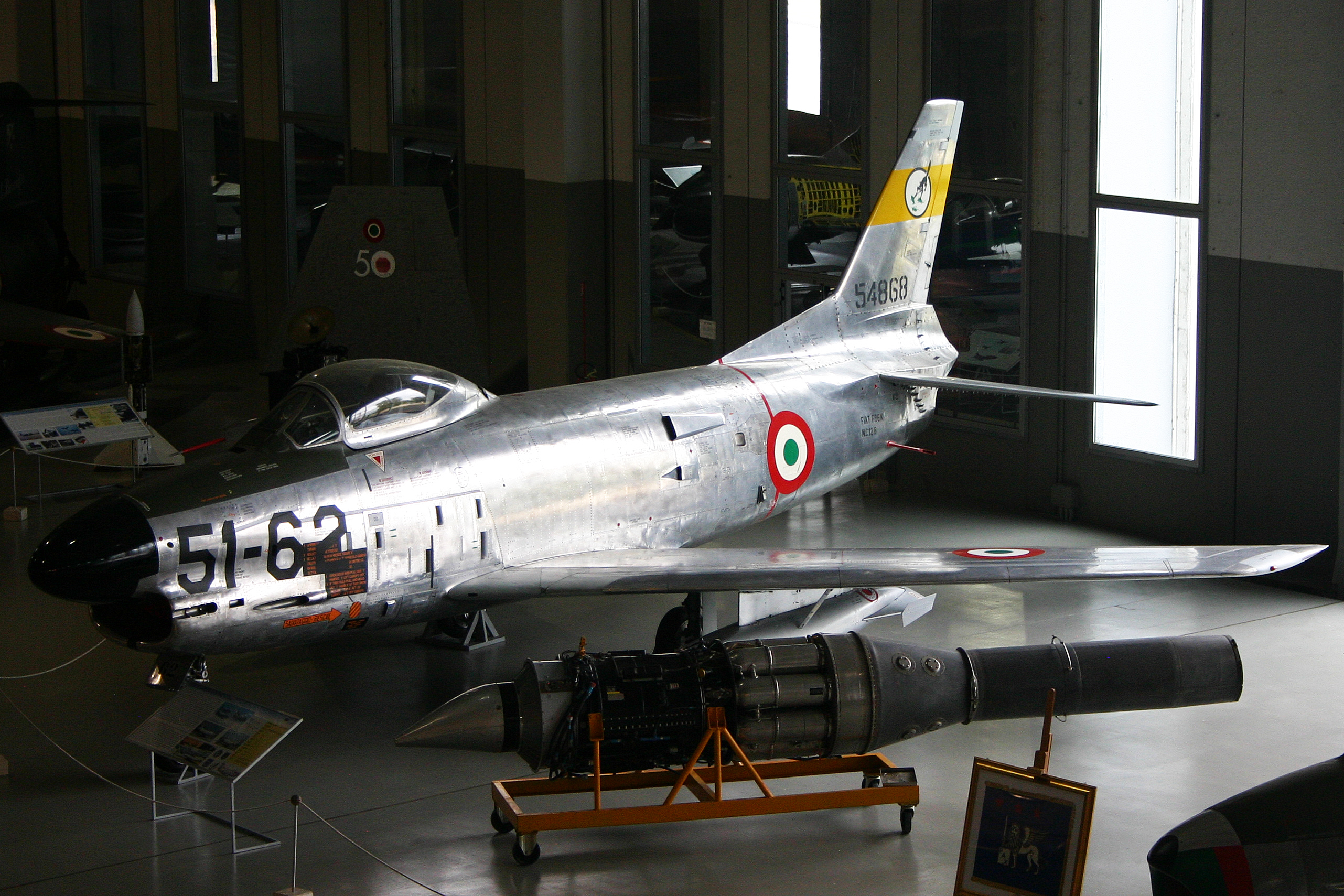
L'F-86K Sabre identificativo di reparto 51-62, appartenente al 51º Stormo, in esposizione al Museo storico dell'Aeronautica Militare, Vigna di Valle, Bracciano

Versione da caccia ognitempo denominata inizialmente F-95A realizzata in risposta a una specifica dell'USAF emessa nel 1949.
L'F-86D Sabre Dog a differenza dei contemporanei Northrop F-89 Scorpion e Lockheed F-94 Starfire era monoposto, per questo era soprannominato “one man interceptor”. Era chiaramente riconoscibile dalle versioni precedenti del Sabre per le dimensioni maggiori e il muso contenente l'antenna radar da 38 cm, la presa d'aria del motore era nella parte inferiore del muso e di sezione maggiore rispetto alle versioni precedenti. In tutto ne furono realizzati 2 504 esemplari.
- F-86E (NA-170, NA-172)

Versione caccia diurno di serie con comandi di volo migliorati e piani di coda interamente mobili per migliorare la manovrabilità, aveva inoltre un sistema di sensibilità artificiale per la barra di comando per permettere al pilota un controllo preciso in tutte le condizioni.
A partire dalla variante F-86E-10 furono installati parabrezza corazzati piatti per migliorare la visibilità frontale, mentre con la F-86E-15 venne introdotta una nuova ala con la stessa apertura ma di superficie maggiore, la radice alare era più lunga di 15,4 cm e le estremità di 7,6 cm, per questo motivo era denominata ala “6-3” (numeri in pollici corrispondenti alle due misure). Questa nuova ala, priva di slat sui bordi d'attacco, permetteva migliori prestazioni ad alta velocità, in particolare virate più strette.
Vennero prodotti complessivamente 456 F-86E più altri 60 costruiti dalla Canadair per l'USAF denominati F-86E-6.
- F-86F (NA-172, NA-176, NA-191, NA-193, NA-202, NA-227, NA-231, NA-238, NA-256)

Versione di serie caccia diurno con nuovo motore e nuova ala “6-3”. Il motore era un J47-GE-27 da 2 680 kg di spinta che permetteva una velocità massima di 1 106 km/h e una velocità di salita di 41 m/s. L'F-86F era molto superiore alle versioni precedenti per l'agilità ad alta velocità, per contro in atterraggio si registrò un aumento di velocità fino a 233 km/h.
A partire dalla variante F-86F-10 venne introdotto il nuovo sistema di puntamento A-4 integrato col radar e dopo altri 15 velivoli venne introdotto un secondo pilone alare, disposto più all'interno rispetto al precedente, per carichi fino a 454 kg.
Gli esemplari della variante F-86F-35 erano dotati del sistema di bombardamento a bassa quota Low Altitude Bombing System (LABS) per impiegare anche bombe nucleari Mk 12 attaccate ai piloni alari interni. Gli F-86F-40 avevano una nuova ala simile alla “6-3” ma allungata di 30 cm e con slat sui bordi d'attacco che conferiva al velivolo un'agilità superiore sia ad alta sia a bassa velocità, oltre a una riduzione della velocità d'atterraggio a 200 km/h, a prezzo però di una minore velocità massima. Molti F-86F dell'USAF dei precedenti lotti vennero aggiornati allo standard degli F-86F-40.
Vennero prodotti complessivamente 2 539 F-86F: 2 239 dalla North American e 300 assemblati dalla Mitsubishi in Giappone per la Japan Air Self-Defense Force.
- QF-86F

Designazione assegnata a 100 F-86F ex-JASDF, convertiti in bersagli teleguidati per l'U.S. Navy.
- RF-86F

Alcuni F-86F-30 convertiti in aerei da ricognizione; realizzati come "Progetto Haymaker", erano in genere privi di armamento e dotati tre cineprese orientate in posizione verticale sotto la fusoliera anteriore. Alcuni RF-86F avevano due mitragliatrici Browning M3, una a ogni lato del muso. Anche la JASDF convertì allo stesso modo 18 aerei.
- TF-86F (NA-204, NA-216)

Due F-86F-30 convertiti in aerei biposto da addestramento con fusoliera allungata di circa 1,60 m per fare spazio al nuovo abitacolo biposto in tandem con tettuccio apribile all'indietro e ala spostata in avanti di circa 20 cm per mantenere inalterata la stabilità.
- F-86G

Denominazione provvisoria per una versione derivata dall'F-86D con nuovo motore più potente e avionica aggiornata. Vennero prodotti 406 aerei con queste caratteristiche, denominati comunque F-86D.
- YF-86H (NA-187)

Due prototipi (52-1975 e 52-1976) di una versione cacciabombardiere con fusoliera di sezione maggiore e nuovo motore.
- F-86H (NA-187, NA-203)

Versione di serie cacciabombardiere con fusoliera di sezione maggiore e nuovo motore J73-GE-3 da 4 195 kg di spinta. Gli F-86H-1 avevano l'ala “6-3”, le versioni successive l'ala “F-40”; tutti avevano il tettuccio apribile all'indietro.
L'F-86H era in grado di trasportare fino a 2 400 kg di carico esterno ai piloni alari, costituito da bombe, lanciatori per razzi non guidati da 70 mm e 127 mm o contenitori per napalm. Era dotato del sistema di bombardamento a bassa quota Low Altitude Bombing System (LABS) per impiegare anche bombe nucleari Mk 12 ai piloni alari interni.
Vennero prodotti complessivamente 473 F-86H, tutti nello stabilimento North American di Columbus in Ohio.
- QF-86H

Designazione assegnata a 31 F-86H convertiti in bersagli teleguidati per l'U.S. Navy.
- F-86J (NA-167)

Un F-86A-5 (49-1069) prodotto dalla North American con motore Orenda di produzione canadese; era previsto di usare la stessa denominazione per gli F-86A di serie con questo motore, ma il progetto venne cancellato.
- YF-86K (NA-205)

Due F-86D-40 (52-3630 e 52-3804) convertiti in prototipi di una nuova versione per l'esportazione con avionica semplificata e armamento costituito da quattro cannoni da 20 mm.
Il primo YF-86K volò per la prima volta il 15 luglio 1954. Entrambi gli YF-86K dopo avere completato una serie di prove alla base di Edwards vennero smontati e inviati alla FIAT in Italia.
- F-86K (NA-207, NA-213, NA-221, NA-232, NA-242)

Versione da caccia ognitempo per l'esportazione a paesi della NATO derivata dall'F-86D.
Aveva lo stesso radar dell'F-86D mentre l'armamento era costituito da quattro cannoni M-24A1 da 20 mm con 132 colpi l'uno controllati da un sistema di puntamento ottico MG-4. I primi F-86K avevano l'ala originaria con slat, usata sulle versioni F-86A e F-86E, poi venne introdotta quella allungata usata sul tipo F-86F-40, mediante modifiche in fabbrica o installazione diretta per gli esemplari ancora in costruzione; per tutti il motore era un J47-GE-33 da 3 470 kg di spinta. Con la nuova ala, l'armamento venne potenziato con l'aggiunta di due stazioni di lancio (una per semiala) per missili AIM-9B Sidewinder.
La North American di Inglewood produsse 120 F-86K, poi smontati e inviati alla FIAT in Italia dove vennero riassemblati insieme con altri 221 riassemblati con parti fornite sempre dalla North American, totalizzando la produzione di 341 esemplari.
- F-86L

Denominazione attribuita a 981 F-86D aggiornati nell'avionica e nella strumentazione in cabina per l'integrazione col sistema di difesa aerea SAGE (Semi Automatic Ground Environment) collegato al sistema di controllo dell'armamento Hughes E-4. Questo aggiornamento era denominato PROGETTO FOLLOW ON. La nuova avionica comprendeva un ricevitore dati AN/ARR-39, una radio AN/ARC e un identificatore radar AN/APX.
Gli F-86L vennero aggiornati anche con la nuova ala “F-40”; il primo volo di un F-86L avvenne nella primavera del 1956.

### Produzione Commonwealth Aircraft Corporation
- CA-26

Un prototipo della versione successiva CA-27.
- CA-27 o Mk 30

F-86F prodotti su licenza con motore Rolls-Royce Avon Mk 20 e per questo denominati non ufficialmente Avon Sabre. Il nuovo motore aveva circa il 50% in più di spinta rispetto al J47 e per installarlo era stato necessario riprogettare la fusoliera. Questa versione, per un totale di 22 aerei costruiti, aveva un armamento fisso costituito da due cannoni Aden calibro 30 mm.
Il primo Mk 30 venne consegnato alla Royal Australian Air Force il 19 agosto 1954.
- CA-27 o Mk 31

Versione simile all'Mk 30 ma con ala “6-3”. Vennero costruiti 20 aerei di questa versione tra il 1957 e il 1958 e tutti i Mk 30 ancora operativi vennero aggiornati a questa versione.
- CA-27 o Mk 32

Versione simile all'Mk 31 ma con due piloni sotto ogni semiala, capacità di carburante aumentata e motore Avon Mk 26. Ne furono costruiti 69 esemplari, l'ultimo dei quali completato nel dicembre del 1961.

### Produzione Canadair
- Sabre Mk 1

Un F-86A-5 (19101) costruito come prototipo, dotato del motore originale General Electric J47-GE-13 da 2 360 kg di spinta.
Volò per la prima volta il 9 agosto 1950 e fu con questo aereo che il collaudatore della Canadair Al Lilly superò la velocità del suono in picchiata.
- Sabre Mk 2

F-86E-1 costruiti su licenza. Avevano motore General Electric J47-GE-13 da 2 360 kg di spinta; dal ventunesimo aereo in poi avevano piani di coda interamente mobili e comandi di volo servoassistiti. Vennero costruiti 350 aerei di questa versione tra il 1952 e il 1953 di cui 287 per la Royal Canadian Air Force, 3 per la Royal Air Force e 60 per l'USAF (che li designò F-86E-6).
- Sabre Mk 3

Un prototipo (19200) di una nuova versione derivata dall'F-86E-10 con motore Avro Canada Orenda 3 di produzione canadese da 2 721 kg di spinta.
- Sabre Mk 4

Versione di produzione di serie del Mk 3. Rispetto al Mk 2 avevano sistema di puntamento e di condizionamento ambientale della cabina migliorati. Il primo aereo di questa versione volò il 28 agosto 1952; vennero costruiti 438 aerei di questa versione di cui 428 per la RAF, che li denominò Sabre F4, e 10 per la RCAF.
- Sabre Mk 5

Versione di serie simile all'F-86F ma con motore Orenda 10 da 2 948 kg di spinta che permetteva una velocità massima di 1 120 km/h e una quota di tangenza di 15 450 m.
Aveva la nuova ala “6-3” che migliorava l'agilità a bassa velocità e aveva un secondo pilone alare all'interno del precedente per carichi fino a 454 kg e un nuovo sistema di erogazione dell'ossigeno per il pilota.
Il primo aereo di questa versione, denominata CL-13A dalla RCAF, volò il 30 luglio 1953. Ne furono costruiti 370 esemplari, di cui 295 per la RCAF e 75 per la Luftwaffe.
- QF-86E.

Denominazione data a 66 esemplari di Canadair Sabre Mk 5 ex-RAF convertiti in bersagli teleguidati.
- Sabre Mk 6

Versione di serie simile all'F-86F ma con motore Orenda 14 da 3 374 kg di spinta che permetteva la velocità massima di 1 142 km/h, velocità di salita di 60 m/s e una quota di tangenza ancora superiore al Mk 5. Il primo aereo di questa versione, denominata CL-13B dalla RCAF, volò il 2 novembre 1954. I primi CL-13B avevano l'ala "6-3", i successivi l'ala "F-40".
Vennero costruiti 655 aerei di questa versione di cui 390 per la RCAF, 225 per la Luftwaffe, 6 per la Colombia e 34 per il Sudafrica. L'ultimo Mk 6, che era anche l'ultimo Canadair Sabre, venne completato il 9 ottobre 1958 per la Luftwaffe.
- F-86E(M)

Denominazione attribuita a 302 Sabre Mk 4 e Mk 6 ex-RAF che, dopo essere stati revisionati e aggiornati, furono ceduti ad altre nazioni della NATO. Il suffisso «M» nella designazione stava a indicare che si trattava di velivoli «Modificati».

## Primati
Alcuni testimoni del primo volo dell'XP-86 del 1º ottobre 1947 affermarono che l'aereo in picchiata superò la velocità del suono; viene comunque considerato come primo volo supersonico quello del 14 ottobre dell'aereo sperimentale Bell X-1 con propulsione a razzo pilotato da Chuck Yeager, perché superò la velocità del suono in volo orizzontale.
Il 15 settembre 1948 il maggiore Robert L. Johnson con un F-86A-1 stabilì il primato mondiale di velocità con 917 km/h.
Il 18 novembre 1952 il capitano J. Slade Nash con l'F-86D-20 (51-2945) stabilì il primato mondiale di velocità con 1 123 km/h su un percorso di più di tre chilometri a un'altezza di soli 38 m a Salton Sea in California.
Il 16 luglio 1953 il tenente colonnello William Barnes con l'F-86D-35 (51-6145) stabilì il nuovo primato mondiale di velocità con 1 151 km/h sullo stesso percorso di Nash.
Nel settembre dell'anno seguente vennero stabiliti due primati di velocità con un F-86H: 1 044 km/h su un percorso di 500 km e 1 114 km/h su un percorso di 100 km.

## Assi
Dei quaranta piloti che guadagnarono il titolo di assi durante la guerra di Corea abbattendo almeno cinque aerei nemici, trentanove pilotavano Sabre, l'altro un caccia notturno Chance Vought F4U Corsair.
Di seguito un elenco di alcuni di questi assi:
- Capitano Joseph C. Mc Connell del 51st FIW, sedici vittorie, morì in un incidente aereo il 25 agosto 1954, mentre collaudava un F-86H alla base di Edwards.
- Maggiore James Jabara del 4th FIW, quindici vittorie, ottenne la quinta e sesta vittoria il 20 maggio 1951 diventando il primo asso su caccia a reazione al mondo[25].
- Capitano Manuel “Pete” Fernandez del 4th FIW, 14,5 vittorie.
- Maggiore George Davis del 4th FIW, quattordici vittorie, decorato con medaglia d'onore alla memoria.
- Colonnello Royal Baker, comandante del 4th FIW, tredici vittorie, 540 missioni di guerra in tre guerre.
- Maggiore generale Frederick Bless, del 4th FIW, dieci vittorie, autore di tattiche aeree.
- Capitano Harold E. Fischer, dieci vittorie.
- Colonnello James K. Johnson, dieci vittorie.
- Capitano Lonnie R. Moore, dieci vittorie.
- Capitano Ralph S. Parr, dieci vittorie.
- Colonnello Vermont Garrison, dieci vittorie.
- Colonnello James P. Hagerstorm, 8,5 vittorie.
- Squadron Leader Andy Mackenzie, asso della RCAF durante la seconda guerra mondiale, 8,5 vittorie, abbattuto e catturato mentre pilotava un Sabre del 51st FIW nel 1952, decorato con Distinguished Flying Cross.
- Brigadiere generale James Robinson Risner, otto vittorie, decorato con croce dell'Air Force, divenne poi prigioniero di guerra in Vietnam.
- Colonnello Francis S. “Gabby” Gabrensky, comandante del 51st FIW, 6,5 vittorie, migliore asso dell'USAF in Europa durante la seconda guerra mondiale.
- Maggiore James H. Kasler, sei vittorie.
- Capitano Iven Kincheloe del 51st FIW, cinque vittorie, in seguito pilota del programma X-15.
- Colonnello Harrison R. Thyng, comandante del 4th FIW, cinque vittorie.
- Maggiore John Glenn dell'USMC, in servizio nel 51st FIW, in seguito astronauta della NASA del programma Mercury con la missione Mercury-Atlas 6 e sullo Space Shuttle nella missione STS-95.
- Colonnello Walker “Bud” Mahurin, comandante del 51st FIW, asso della seconda guerra mondiale.
- Tenente colonnello Glenn Eagleston, comandante del 334th FIS, due MiG oltre a 18,5 vittorie contro la Luftwaffe nella seconda guerra mondiale.[25]

## Utilizzatori
Arabia Saudita
- Al-Quwwat al-Jawwiyya al-Sa'udiyya

 Argentina
- Fuerza Aérea Argentina

 Australia
- Royal Australian Air Force

 Bangladesh
- Bangladesh Biman Bahini

 Belgio
- Force Aerienne Belge

 Bolivia
- Fuerza Aérea Boliviana

 Burkina Faso
- Force Aérienne de Burkina Faso

  Canada
- Royal Canadian Air Force

 Colombia
- Fuerza Aérea Colombiana

 Corea del Sud
- Daehan Minguk Gonggun

 Danimarca
- Flyvevåbnet

 Etiopia
- Ye Ithopya Ayer Hayl

 Filippine
- Hukbong Himpapawid ng Pilipinas

 Francia
- Armée de l'air

 Germania
- Luftwaffe

 Giappone
- Kōkū Jieitai

445 F-86F in servizio dal 1955 al 1982, e 18 RF-86F in servizio dal 1961 al 1979.
 Grecia
- Polemikí Aeroporía

 Honduras
- Fuerza Aérea Hondureña

 Indonesia
- Tentara Nasional Indonesia Angkatan Udara

 Iran
- Niru-ye Havayi-ye Shahanshahiy-e Iran

 Iraq
- Royal Iraqi Air Force

 Italia
- Aeronautica Militare

 Jugoslavia
- Jugoslovensko ratno vazduhoplovstvo i protivvazdušna odbrana

 Malaysia
- Tentera Udara Diraja Malaysia

 Norvegia
- Kongelige Norske Luftforsvaret.

 Paesi Bassi
- Koninklijke Luchtmacht

 Pakistan
- Pakistani Fida'iyye

 Perù
- Fuerza Aérea del Perú

 Portogallo
- Força Aérea Portuguesa

 Regno Unito
- Royal Air Force

 Spagna
- Ejército del Aire

 Stati Uniti
- United States Air Force
- United States Navy
- National Guard of the United States

 Sudafrica
- Suid-Afrikaanse Lugmag

 Thailandia
- Kongthap Akat Thai

 Taiwan
- Zhōnghuá Mínguó Kōngjūn

 Tunisia
- Al-Quwwat al-Jawwiyya al-Jamahiriyya al-Tunisiyya

 Turchia
- Türk Hava Kuvvetleri

 Venezuela
- Fuerza Aérea Venezolana

Livree speciali
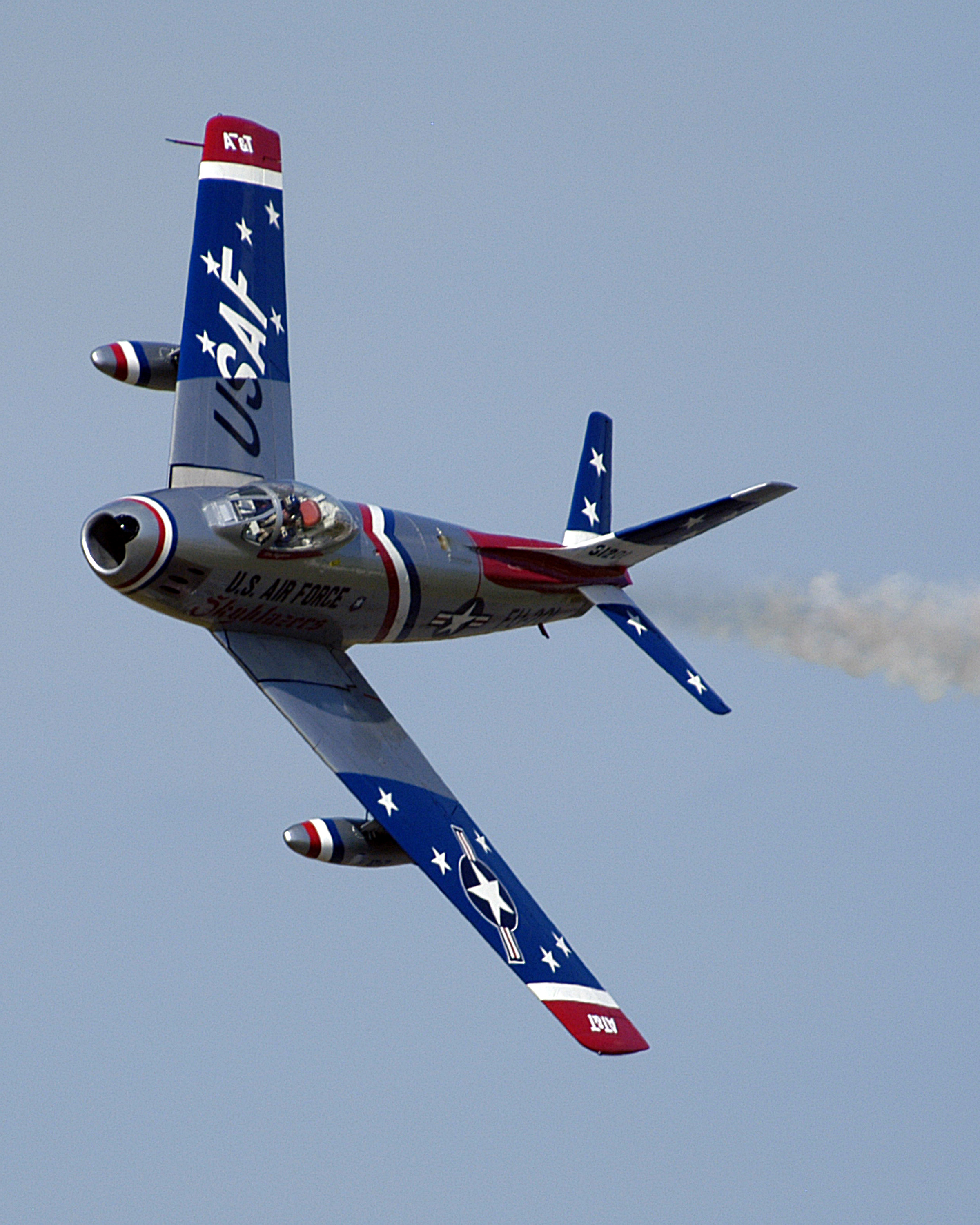
Un F-86 al Naval Air Station Oceana Air Show
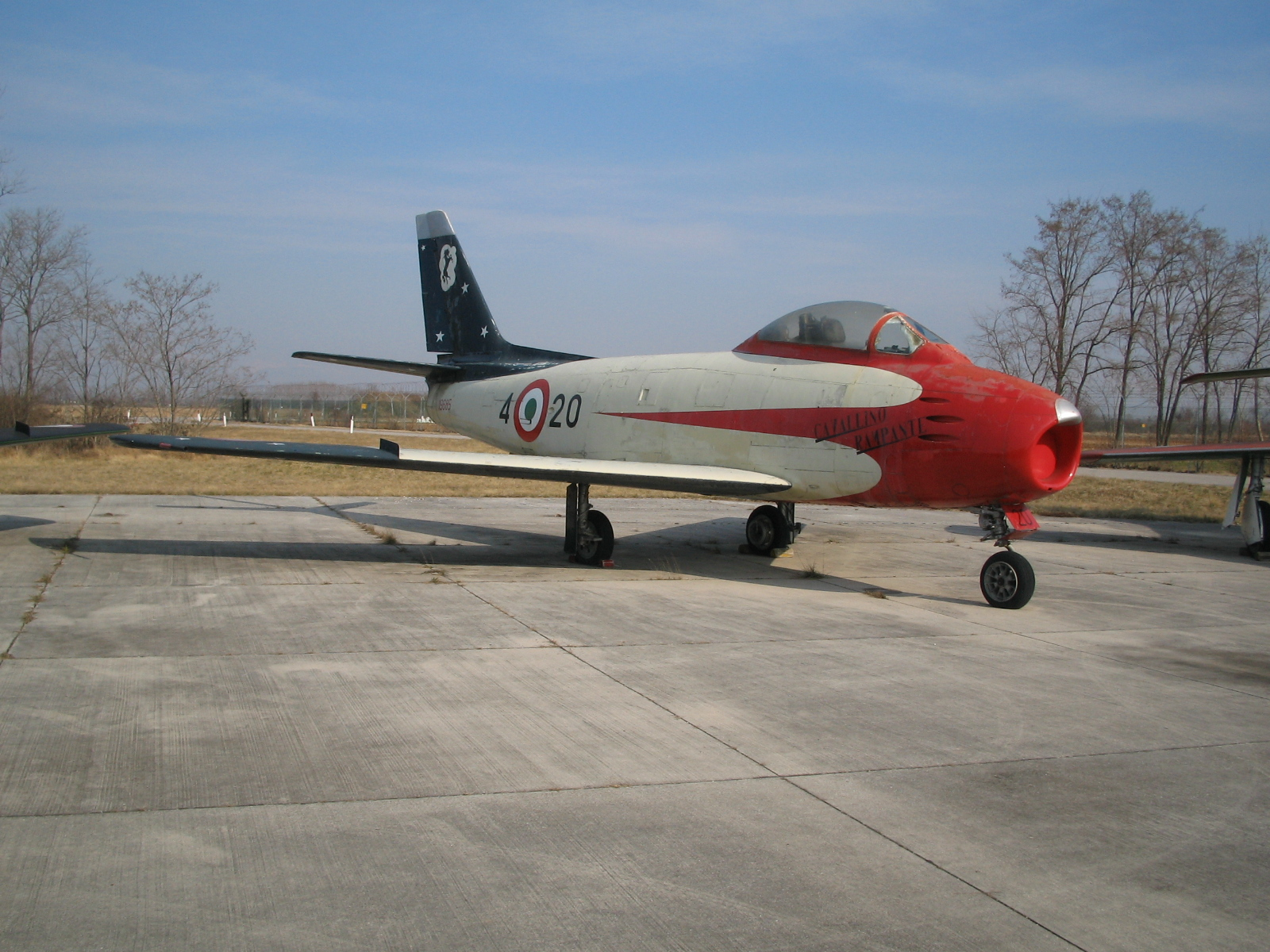
Un F-86 dei "Cavallini Rampanti" del 4º Stormo dell'Aeronautica Militare
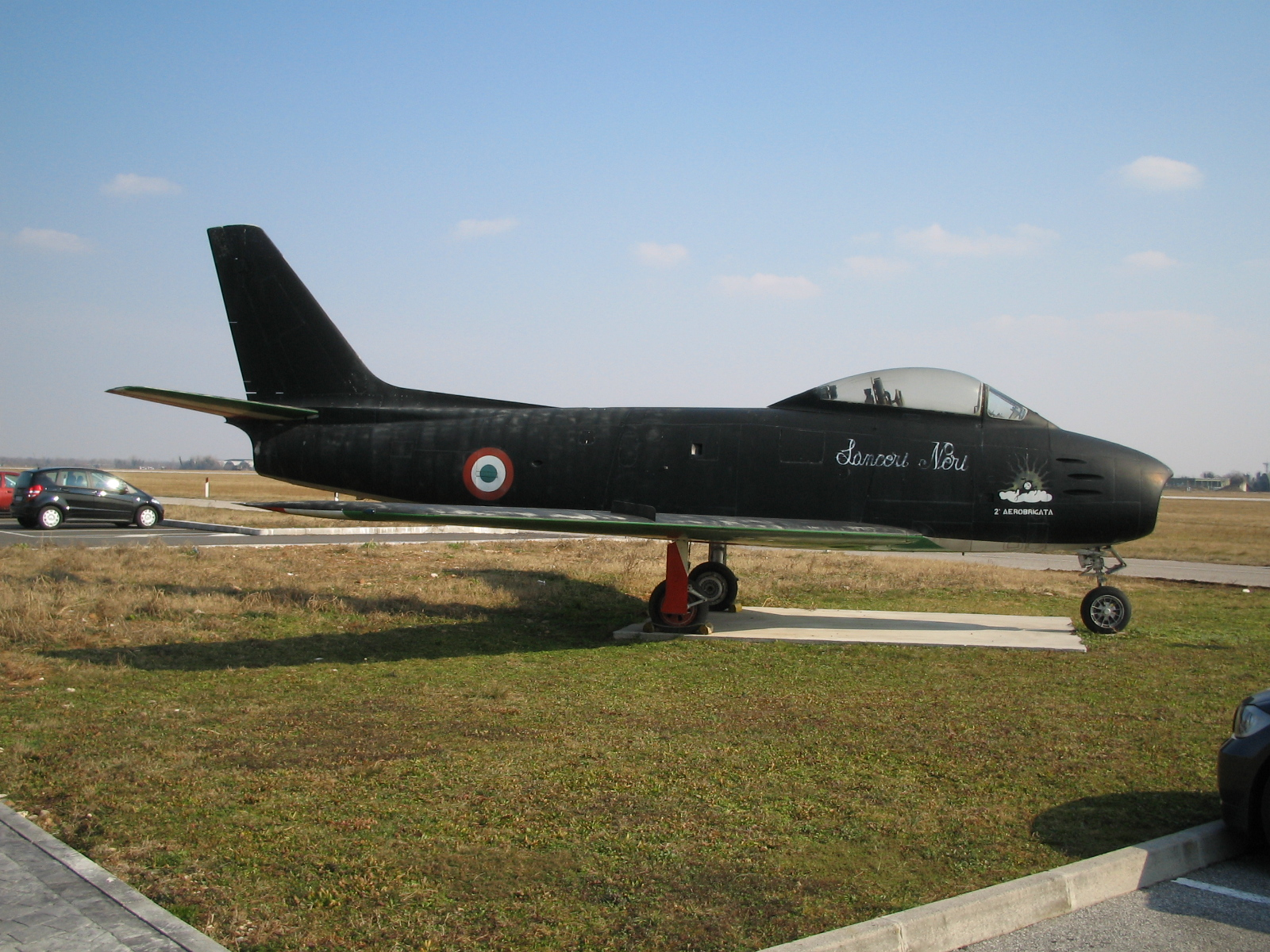
Un F-86 dei Lancieri Neri
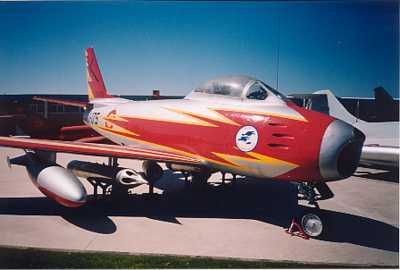
Un F-86 "Patrulla ASCUA"
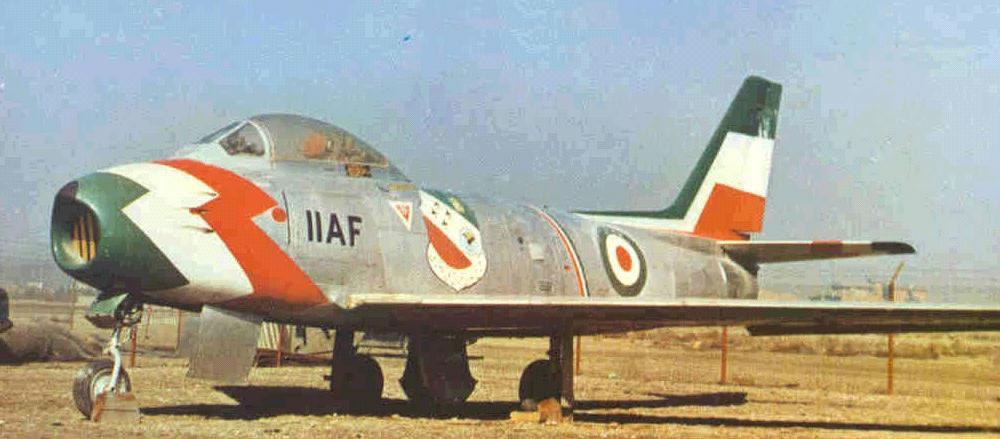
Un F-86 Sabre della Air Force of Iran
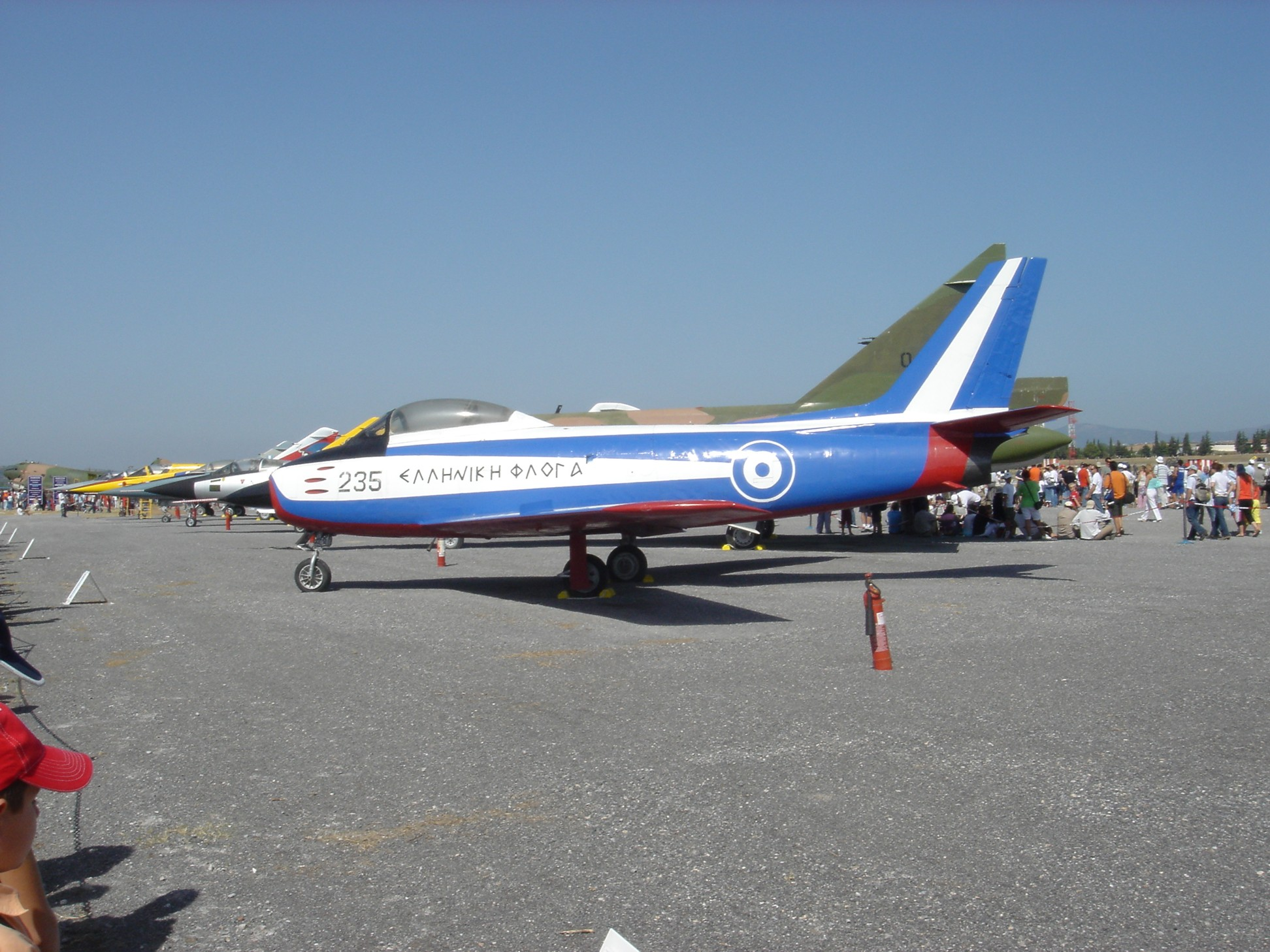
Un F-86 Sabre con i colori del "Hellenic Flame"
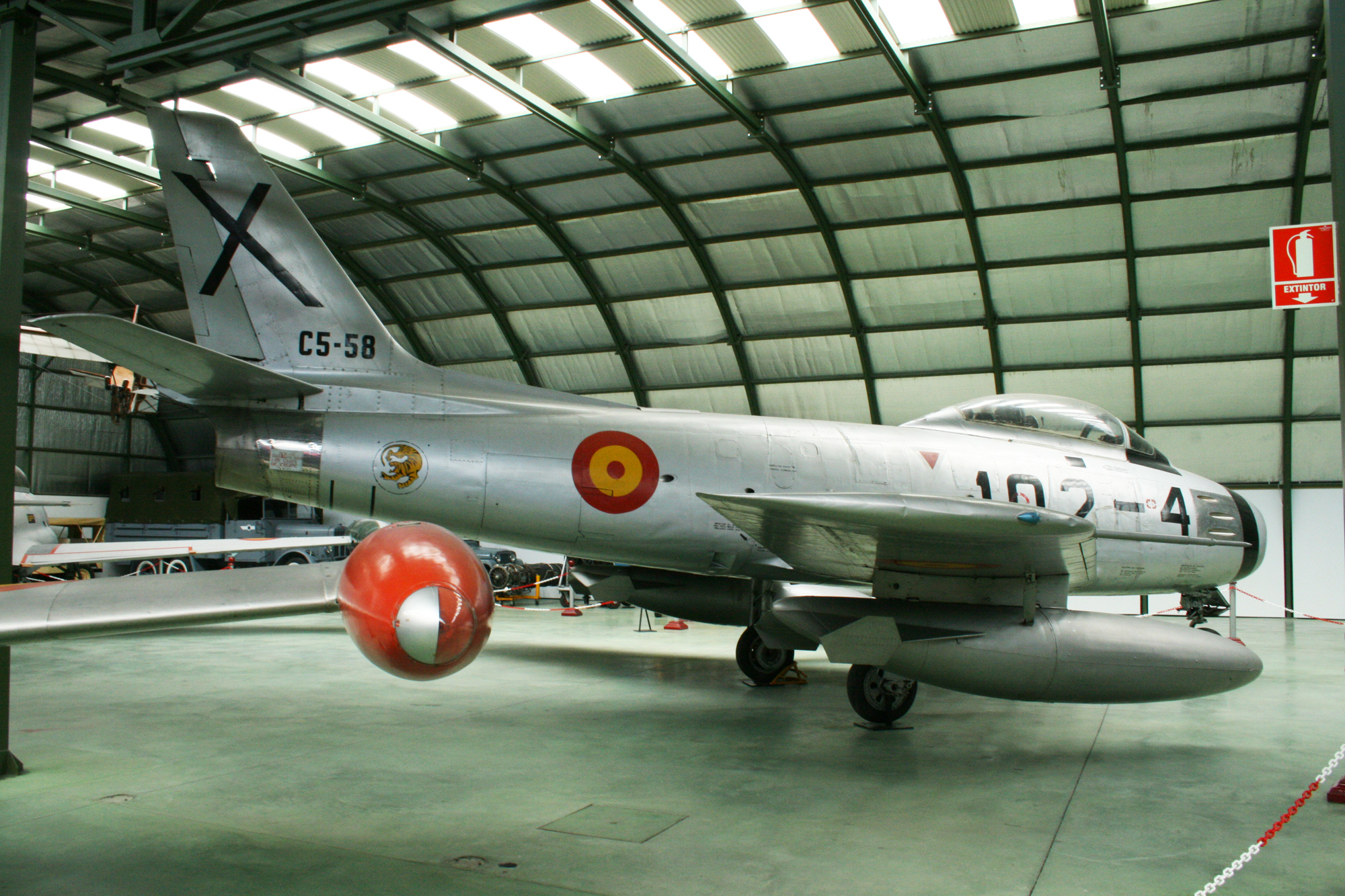
Un F-86 presso il museo di Madrid
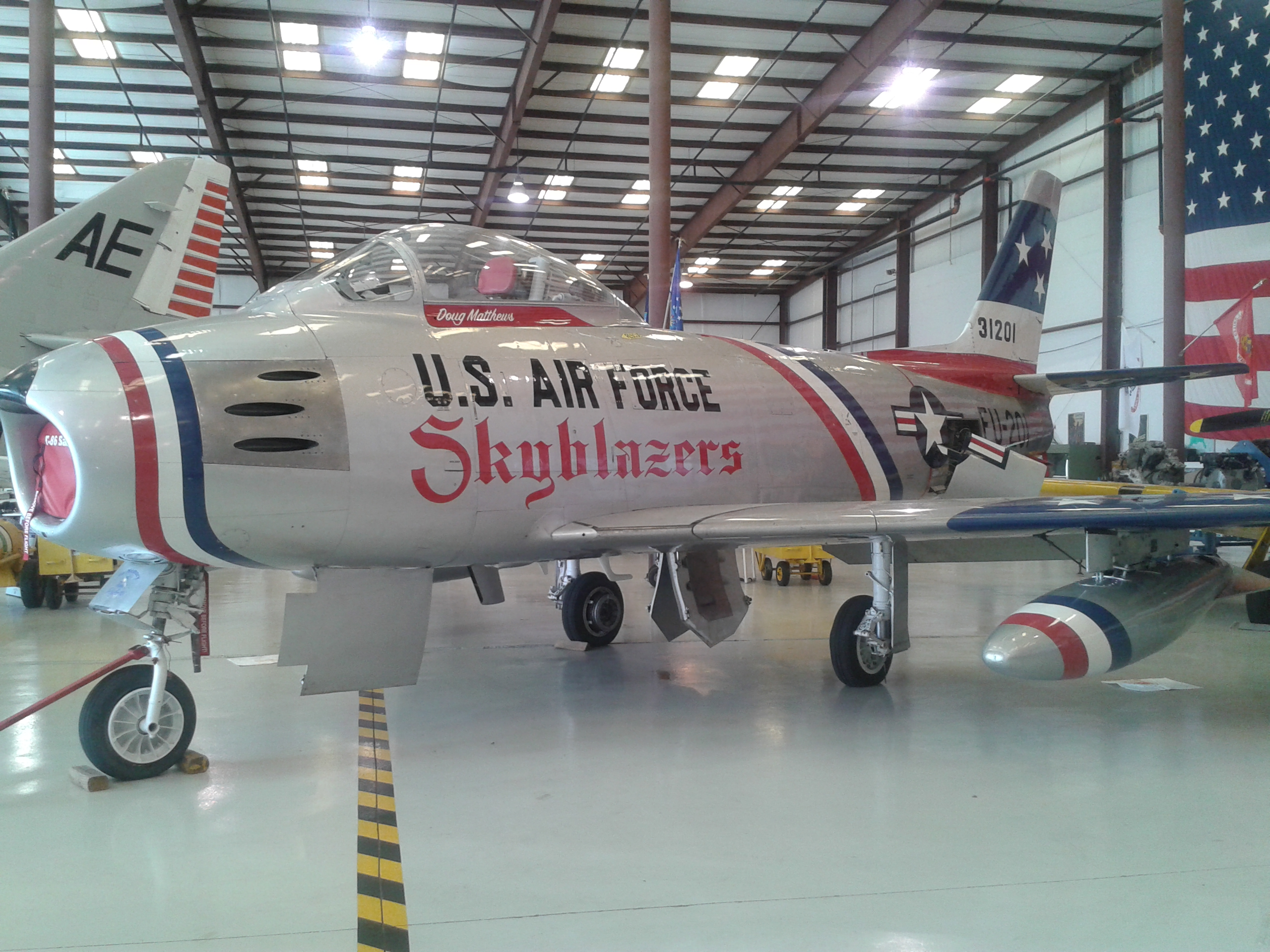
Un F-86 presso il museo della Fuerza Aerea Argentina
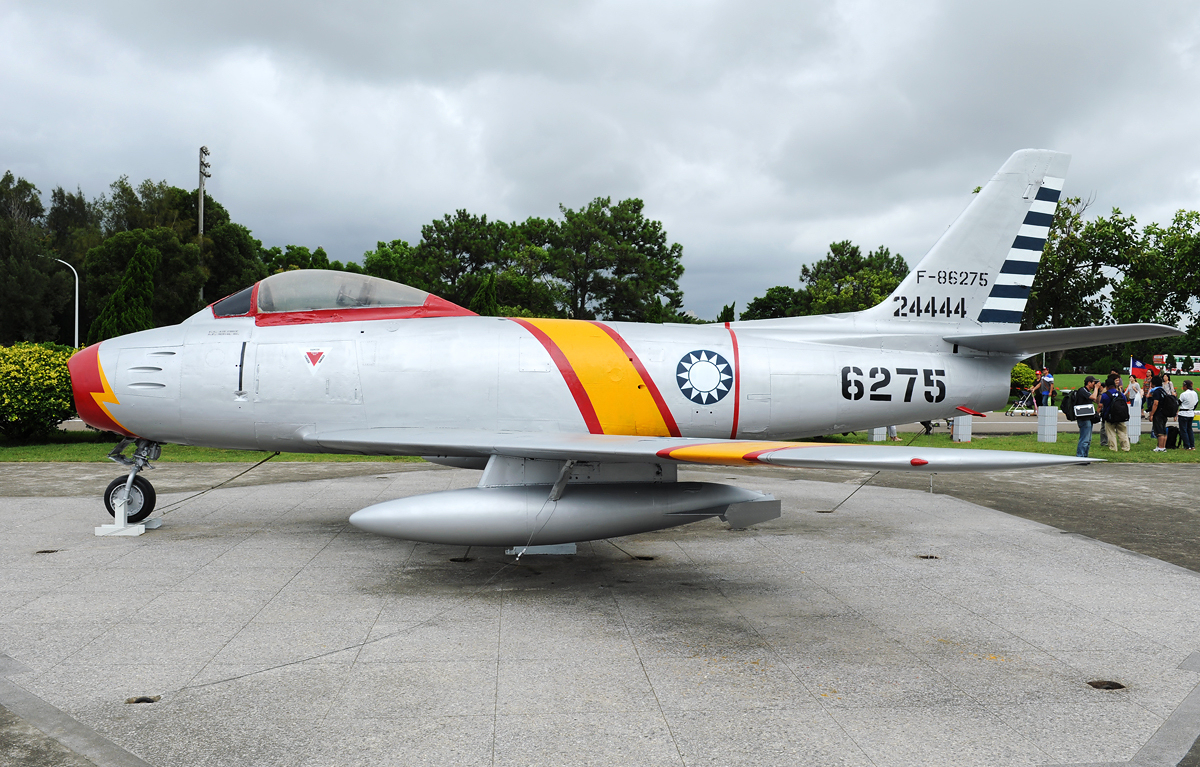
Un F-86 della Republic of China Air Force
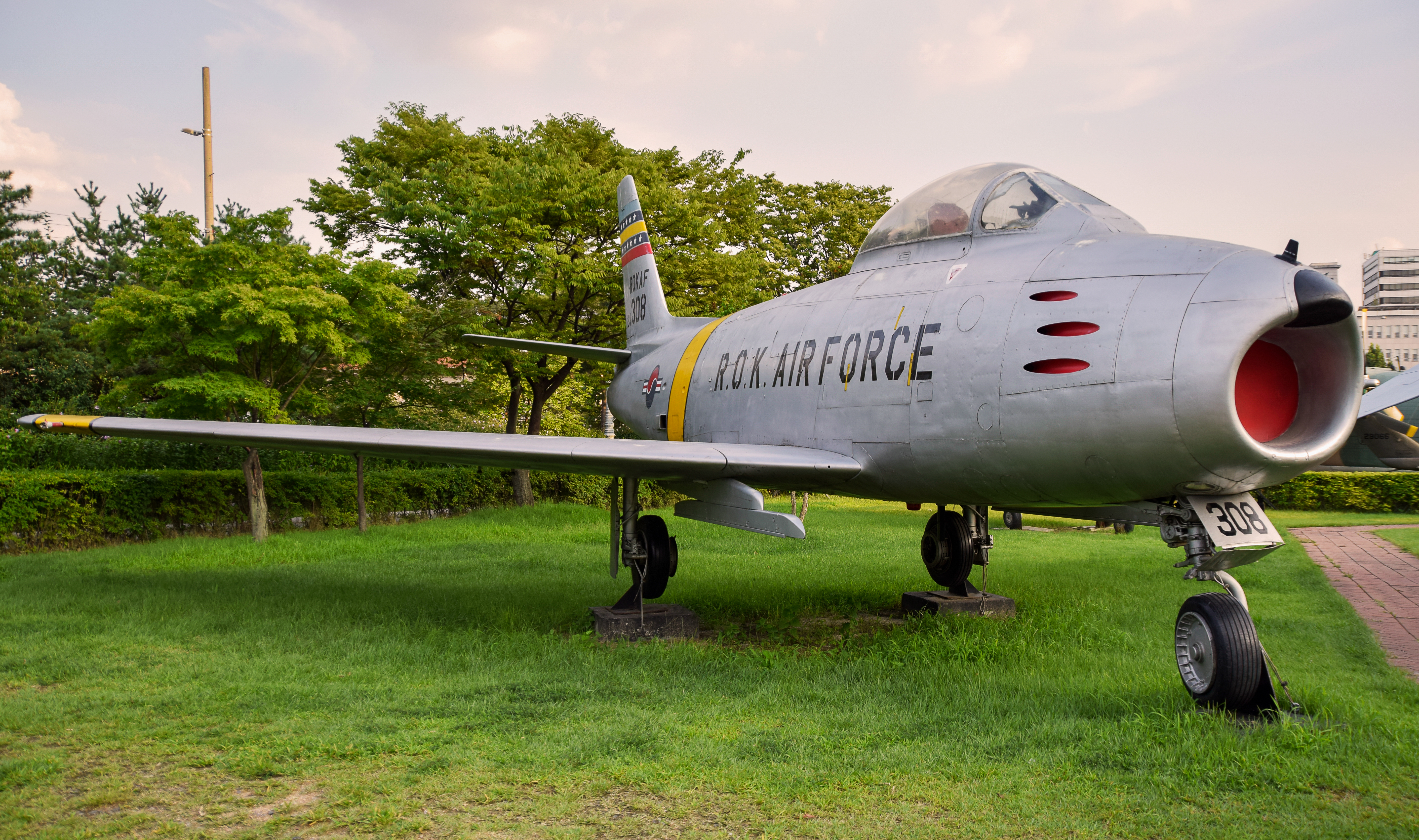
Un F-86F della Daehan Minguk Gonggun

## Esemplari attualmente esistenti
Molti Sabre sono conservati in diversi musei nel mondo.
In Europa sono presenti:
Un F-86E Canadair CL13 "Sabre" Mk-4 ex Royal Canadian Air Force (XD723) consegnato all'Aeronautica Militare Italiana (MM 19724) nel novembre 1956 ed un Fiat (North American) F-86 K ex Armée de l'Air ceduto all'Aeronautica Militare Italiana (MM 55-4868) nel gennaio 1962 nel Museo Storico AMI di Vigna di Valle in Italia.
Un CA-27 Sabre Mk 30 (A94-922) nel museo dell'aeronautica militare ceca presso Praga (con la matricola A94-923).
Un CL-13 Canadair Sabre Mk 4 (matricola RAF XB812/RCAF 19666) nel museo della RAF di Cosford in Inghilterra.
Un F-86A Sabre (48-0242) nel Midland Air Museum di Coventry in Inghilterra.
Un F-86D Sabre (51-8453/matricola danese F-453) a Copenaghen in Danimarca.
Un F-86F Sabre (55-3966/matricola spagnola C.5-82) a Torrejon in Spagna.
Un F-86F Sabre (52-5307/matricola spagnola C.5-231) a Moron in Spagna.
Un F-86F Sabre (52-5372) a Sembach Annex, in Germania.
Un F-86D Sabre (52-10023/ matricola jugoslava 14102/ matricola ditta 190-748) e
Tre CL-13 Canadair Sabre Mk 4:
(matricola jugoslava 11054/ex RCAF 19539; matricola ditta 439)
(matricola jugoslava 11088/ex RCAF 19738; matricola ditta 638)
(matricola jugoslava 11025/ex RCAF 19856; matricola ditta 756)
nel museo dell'aeronautica militare jugoslava all'aeroporto Nikola Tesla di Belgrado.
Alcuni dei Sabre conservati nel resto del mondo sono:
Un CA-27 Sabre Mk 32 (A94-982) nel museo della RAAF di Wagga Wagga a Forest Hill nel Nuovo Galles del Sud in Australia.
Un CA-27 Sabre Mk 32 (A94-983) nel museo della RAAF di Temora nel Nuovo Galles del Sud in Australia.
Un CL-13 Canadair Sabre Mk 5 nell'Atlantic Canada Aviation Museum di Enfield in Nuova Scozia, Canada.
Un CL-13 Canadair Sabre Mk 5 nel museo della RCAF di Trenton in Ontario, Canada
Un F-86D (52-3669) nel museo della base aerea di Mc Chord nello stato di Washington negli USA.
Un F-86E (50-0600), un F-86H (53-1525) ed un F-86L (53-0965) nel Pima Air Museum di Tucson in Arizona.
Un F-86F Sabre nel Malvinas War Memorial Monument di Lanús in Argentina.
Esistono alcuni Sabre mantenuti in condizioni di volo dai loro proprietari che a volte partecipano a manifestazione aeronautiche.

## Velivoli comparabili
Unione Sovietica
- Mikoyan-Gurevich MiG-15

### Annotazioni
1. ↑  Il dato si riferisce a tutti gli esemplari prodotti dalla North American che hanno ricevuto la sigla "F-86", escludendo quindi i "Fury", gli "YF-93A" e le produzioni straniere di Australia e Canada
2. ↑  Dati riferiti ad altre versioni sono reperibili nelle rispettive pagine
3. ↑  Il prototipo del P-84 Thunderjet allora in costruzione prevedeva il raggiungimento della velocità di 587 miglia all'ora (945 km/h)
4. ↑  La variazione del prefisso nella designazione da "P", per "Purpose", a "F", per "Fighter", sarebbe avvenuta nel giugno del 1948, ad opera dell'United States Air Force, divenuta nel frattempo arma autonoma nel settembre del 1947.
5. ↑  Si pensi, a puro titolo d'esempio, ai Messerschmitt Me 262 o Me 163, all'Arado Ar 234 o all'Heinkel He 162
6. ↑  I più noti dei quali furono il BMW 003 ed il Junkers Jumo 004
7. ↑  Nati nel Regno Unito da un'idea sviluppata dalla Handley Page negli anni venti e, proprio per questo, noti anche come "alette Handley Page" o talvolta "alule".
8. ↑  La Sabre dance (Danza della sciabola) è un noto movimento contenuto nell'atto finale del balletto Gayane che, nel 1948, ottenne un considerevole successo negli Stati Uniti, tanto da divenire un singolo suonato nei jukebox. Poiché l'F-86 sarebbe stato denominato "Sabre" solamente nel 1949, non è chiaro se vi siano stati condizionamenti nelle denominazioni del velivolo e del fenomeno aerodinamico e (nel caso) in quale ordine.
9. ↑  I diversi "blocchi produttivi" erano identificati mediante i numeri "1", "5", "10" (e progressivamente incrementati di 5 unità); i numeri intermedi erano utilizzati per identificare eventuali successive modifiche relative ai singoli blocchi, per cui gli esemplari indicati come "F-86A-5" appartenevano al secondo blocco produttivo mentre un loro successivo aggiornamento venne identificato con la denominazione "F-86A-6".
10. ↑  Per "caccia diurno" si intendeva un velivolo caratterizzato dall'assenza di propri apparati radar capaci di garantire l'acquisizione di bersagli anche in condizioni di visibilità ridotta o nulla da parte del pilota; per contro la definizione di "caccia notturno" o "caccia ognitempo" identificava i caccia dotati di apparecchiature radar in grado di acquisire i bersagli anche in assenza di visibilità
11. ↑  La designazione di questa seconda variante fu in seguito trasformata in F-93
12. ↑  Termine con il quale si identificava sostanzialmente un caccia a lungo raggio destinato a fungere da scorta per i bombardieri all'epoca in servizio
13. ↑  Fino ad allora lo stabilizzatore era fisso e l'equilibratore era mobile; nel Sabre entrambe le superfici erano mobili in modo tra loro solidale.
14. ↑  All'epoca noto con la sigla GAR-8, ad indicare che si trattava di un Guided Aircraft Rocket.
15. ↑  Oggi sede dell'Aeroporto Internazionale di Seul-Gimpo
16. ↑  МиГ-15бис, in alfabeto cirillico
17. ↑  Viale dei MiG, in lingua inglese
18. ↑  Rear Echelon Maintenance Facility, REMCO

### Fonti
1. 1 2 3 4 5  F-86 / F-100, in "www.uswarplanes.net".
2. ↑  Curtis, 2000, p. 36.
3. 1 2  North American F-86 Sabre, in "www.aviation-history.com".
4. 1 2  Curtis, 2000, p. 8.
5. 1 2 3 4 5 6 7 8 9 10 11 12  Joe Baugher, "North American XP-86 Sabre" in "www.joebaugher.com".
6. 1 2  Davis, 1992, p. 4.
7. 1 2 3 4  Greg Goebel, "The North American F-86 Sabre - [1.2] Sabre Origins: XP-86" in "www.airvectors.net".
8. 1 2  Curtis, 2000, p. 9.
9. 1 2 3 4 5 6  Davis, 1992, p. 5.
10. 1 2 3  Greg Goebel, "The North American F-86 Sabre - [1.3] Flying the XP-86" in "www.airvectors.net".
11. 1 2 3  Curtis, 2000, p. 16.
12. ↑  Curtis, 2000, p. 37.
13. 1 2 3 4  Greg Goebel, "The North American F-86 Sabre - [2.1] F-86E, F-86F / Conclusion in Korea" in "www.airvectors.net".
14. ↑  Joe Baugher, "North American F-86E Sabre" in "www.joebaugher.com".
15. 1 2 3  Joe Baugher, "North American F-86F Sabre" in "www.joebaugher.com".
16. ↑  Curtis, 2000, p. 92.
17. ↑  Joe Baugher, "North American F-86F-40-NA" in "www.joebaugher.com".
18. 1 2  Joe Baugher, "North American F-86L Sabre" in "www.joebaugher.com".
19. ↑   The Incomplete Guide to Airfoil Usage, su m-selig.ae.illinois.edu.
20. ↑  Joe Baugher, "North American F-86A Sabre" in "www.joebaugher.com".
21. 1 2  Joe Baugher, "North American F-86H Sabre" in "www.joebaugher.com".
22. ↑  Joe Baugher, "F-86F in Foreign Service" in "www.joebaugher.com".
23. ↑  Joe Baugher, "North American F-86D Sabre" in "www.joebaugher.com".
24. 1 2 3 4 5 6 7 8  Joe Baugher, "F-86 in Korea" in "www.joebaugher.com".
25. 1 2 3 4 5 6 7 8 9 10 11 12 13 14 15 16  Davis, 1992.
26. ↑  Joe Baugher, "Canadair Sabre" in "www.joebaugher.com".
27. 1 2  (EN) Boeing: Historical Snapshot: F-86 Sabre Jet, su boeing.com. URL consultato il 3 giugno 2017.
28. ↑  "JASDF AIRCRAFT IN-SERVICE DATES IN CHRONOLOGICAL ORDER", su j-hangarspace.jp, URL consultato 5 novembre 2020.